# Architektur in Königsberg (1871–1918)
Die Architektur in Königsberg (1871–1918) stand im Zeichen von Historismus und Reformarchitektur. Sie spiegelt das prosperierende Deutsche Kaiserreich.

## Hintergrund
Der Friede von Frankfurt hatte Frankreich auferlegt, Reparationen von 5 Milliarden Francs zu zahlen und dem deutschen Handel die Meistbegünstigung zu gewähren. Die Euphorie der (neu-)reichen Gründerjahre ließ im maßvollen und „gemütlichen“ Königsberg ganze Straßenzüge mit fünfgeschossigen Bauten entstehen: Kaiserstraße, Schönstraße, Steindamm, Schloßstraße, Königsstraße und am Roßgärter Markt. Von der Kaiserstraße in der Vorderen Vorstadt gelangte man über die Kaiserbrücke zum Weidendamm. Die Kaiserstraße überquerte zuerst die Vorstädtische Langgasse und führte dann in östliche Richtung auf die Kaiserbrücke (Königsberg) am Weidendamm zu. Die Kaiserbrücke verband die östliche Königsberger Vorstadt mit der Lomse. Die Brücke heißt heute Jubiläumsbrücke, weil sie zum 750-jährigen Stadtjubiläum 2005/2008 originalgetreu rekonstruiert wurde.

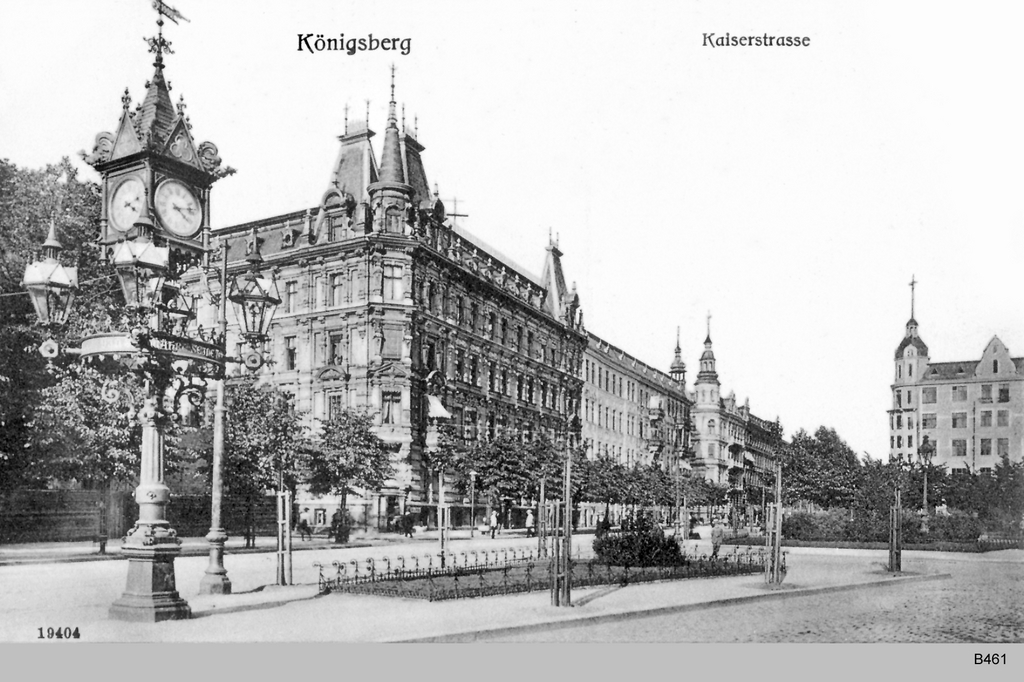
Kaiserstraße
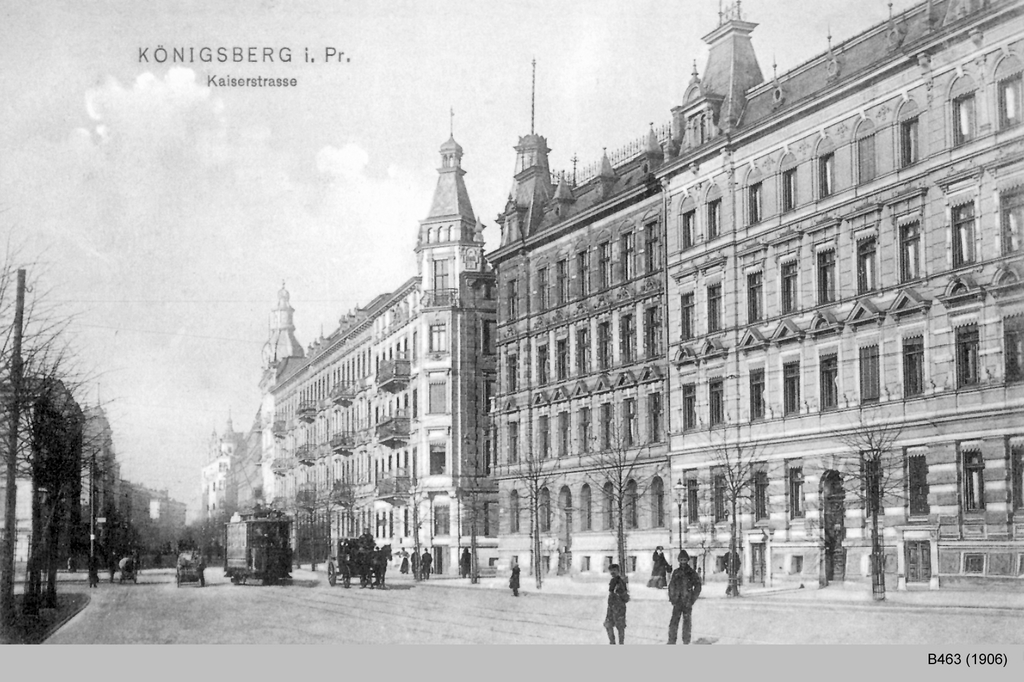
Kaiserstraße
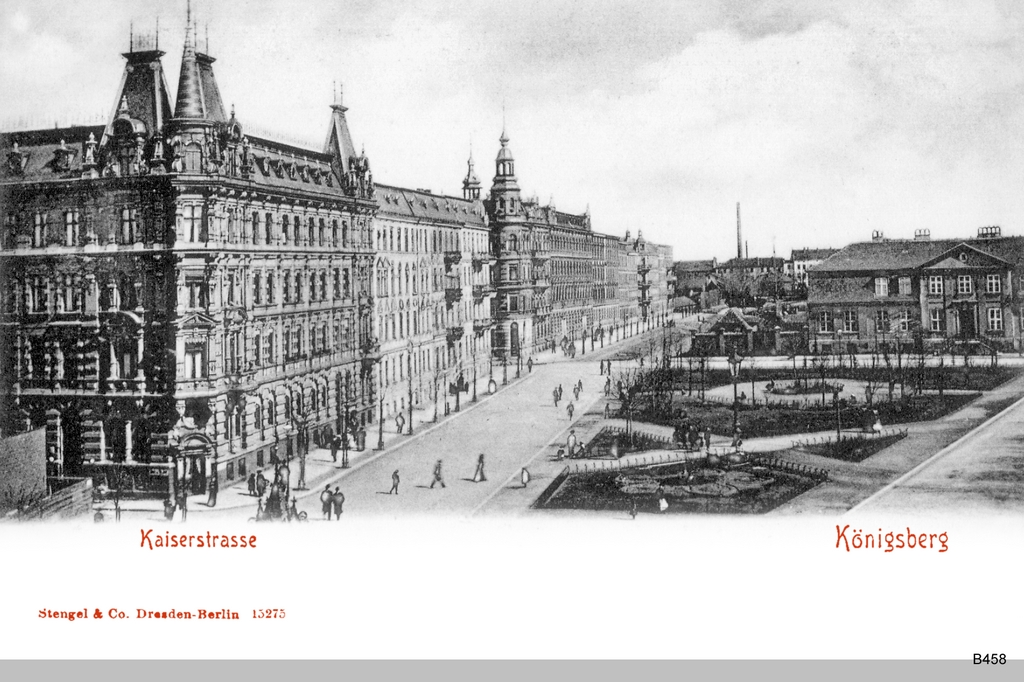
Kaiserstraße
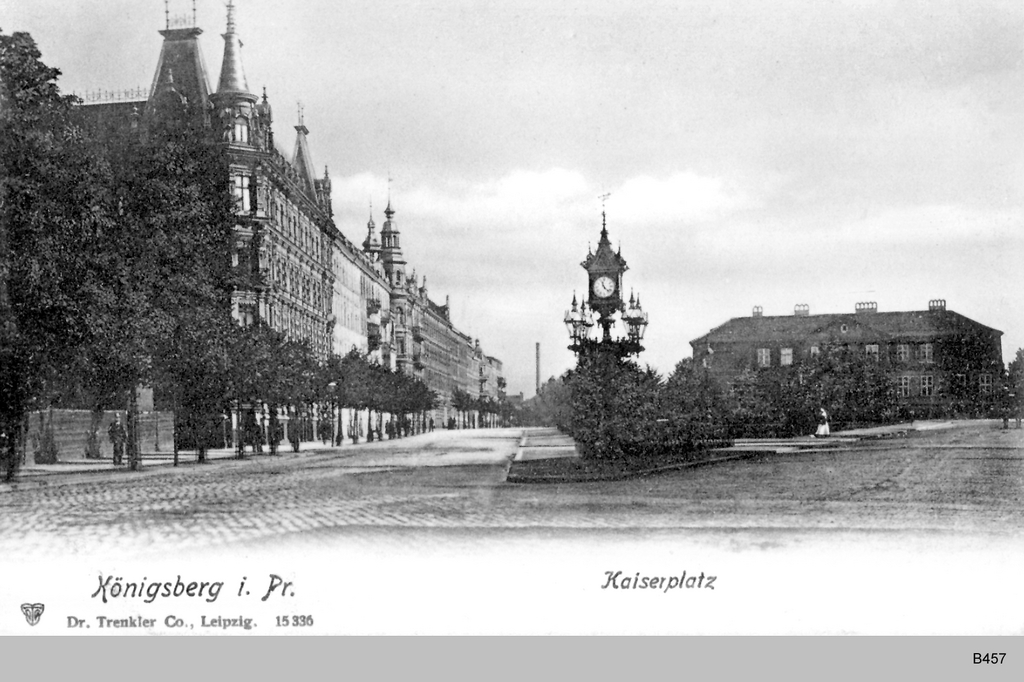
Kaiserplatz
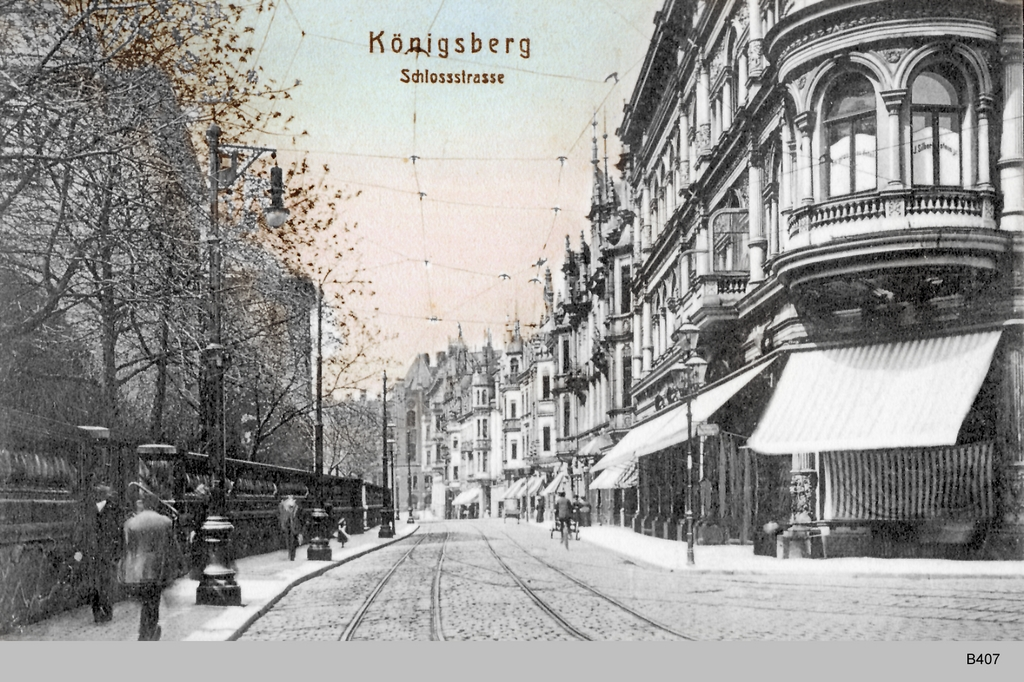
Schlossstraße

## Neorenaissance
Nach der Reichsgründung wurde der Stil der italienischen Renaissance als „nationaler Stil“ propagiert, man orientierte sich an der Architektur der Renaissance. Dabei wurden die wesentlichen Gestaltungselemente der römischen Antike übernommen. In Königsberg waren aber auch Beispiele für eine Bezugnahme auf die Nordische Renaissance zu finden.
Das Landeshaus an der Königsstraße wurde 1878 im Park des Dönhoff’schen Grunds nach Entwurf von Landesbaurat Krah erbaut. Es war der Sitz der Provinzialverwaltung Ostpreußen. Es wurde bei den Luftangriffen auf Königsberg zerstört.
Der Artushof, Großer Domplatz 3, wurde 1883 im Stil der italienischen Renaissance erbaut. Das Gebäude soll rekonstruiert werden.
Die Neue Börse wurde 1870–1875 im Stil der italienischen Renaissance nach Entwürfen des Bremer Architekten Heinrich Müller erbaut.
Die Staats- und Universitätsbibliothek Königsberg entstand 1901 auf dem Grundstück Mitteltragheim 22. Sie geht zurück auf die von Herzog Albrecht von Preußen 1527 gegründete Schlossbibliothek.
1880 wurden Portal und Gebäude des Börsengartens fertiggestellt. Der Börsengarten war lange der Treff- und Mittelpunkt der Königsberger Gesellschaft. Auch Kaiser Wilhelm I. gab dort am Abend vor seiner Krönung einen Empfang. In der Folge der Inflation konnte die Kaufmannschaft die Kosten nicht mehr tragen; 1929 verkaufte sie das Grundstück und später auch den Garten an die Gesellschaft Parkhotel, die dort das 1930 eröffnete „Parkhotel“ nach Entwurf des Architekten Hanns Hopp im Stil des Neuen Bauens errichtete.
Das Gebäude der Bernsteinmanufaktur wurde 1899 im Stil der italienischen Renaissance erbaut. 2013 wurden Pläne vorgestellt, in dem Haus das legendäre Bernsteinzimmer zu rekonstruieren. Zudem soll das Gebäude auch die Ausstellungen des Kaliningrader Bernsteinmuseum beherbergen.
Das Polizeipräsidium, Sowjetski-Prospekt 3–5, wurde um 1912/1924 im Stil der nordischen Renaissance nach Entwürfen des Geheimen Oberbaurats Oskar Launer unter Leitung des Geheimen Oberbaurats Eduard Fürstenau erbaut. Das Gebäude steht unter Denkmalschutz.
Die Villa Schmidt steht auf dem früheren Grundstück Lawsker Allee 30 in Amalienau, heute pr. Pobedy 24, und wird heute immer noch als Kindergarten genutzt. Das unter Denkmalschutz stehende Gebäude wurde um 1903 im Stil der nordischen Renaissance erbaut.
Im Gebäude Kneiphöfische Langgasse 11–12 befand sich das Bankhaus J. Simon Witwe & Söhne, das am 1. Januar 1839 gegründet wurde. Erbaut wurde das Bankgebäude „in einem Stilpuralismus […] mit einer gewissen Betonung der Neorenaissance.“
Die Königsberger Bezirksregierung saß im „vornehmsten und auch prächtigsten Gebäude dieser Zeit“, das nach Entwürfen von Karl Friedrich Endell 1872–1880 im Stil der italienischen Renaissance erbaut wurde. Das in den 1950er Jahren abgebrochene Gebäude stand an der Mitteltragheimer Straße zwischen der Schönstraße und der Schützenstraße. Das Regierungsgebäude war zugleich Sitz des Oberpräsidiums für Ostpreußen.
Das Hotel „Bellevue“ mit seiner weißen, üppig dekorierten Fassade zeigte eine Mischung aus Renaissanceelementen und gotisierenden Zutaten. Das Café-Restaurant „Bellevue“ stand am östlichen Ufer des Schlossteichs an der Schlossteichbrücke und gegenüber der Weißgerberstraße. Es war auch Kneiplokal des Corps Masovia und der Burschenschaft Gothia.
Das Gebäude der Eisenbahndirektion, Lenin-Prospekt 111–117, wurde 1895 im Stil der Neurenaissance erbaut.
Die Königin-Luise-Schule steht auf dem früheren Grundstück Landhofmeisterstraße 24, heute ul. Tjulenina 6–8, und wird heute als Bürogebäude genutzt. Das Gebäude wurde um 1901 errichtet und steht unter Denkmalschutz.
Die Medizinische Universitätsklinik, Drummstraße 25–29, heute ul. Bonitschnaja 34–38, gehörte zu den Krankenhäusern in Königsberg und wird heute als Hafenkrankenhaus genutzt. Das 1890–1895 erbaute Gebäude steht unter Denkmalschutz.
Die Gebäude der Kommandantur, Hinterroßgarten 43a/43b, heute ul. Klinitscheskaja 65, wurde 1888–1889 im Stil der Neorenaissance erbaut und steht unter Denkmalschutz.
Das Gebäude der Intendantur, Königsstraße 26, heute ul. Frunse 65, wurde 1880 im Stil der italienischen Renaissance erbaut. Es beheimatet heute das städtische Gesundheitsamt von Kaliningrad und steht unter Denkmalschutz.
Das Verwaltungsgebäude der Ostpreußischen Feuersozietät, Königsstraße 93/94, heute ul. Frunse 105, wurde 1890–1895 erbaut. Es wird heute als Verwaltungs- und Wohngebäude genutzt und steht unter Denkmalschutz.
Das Verwaltungsgebäude der Ostpreußischen Landwirtschaftskammer (russisch сельскохозяйственной палаты), ul. Kirova 24, wurde 1896 erbaut und dient heute als Verwaltungsgebäude der Baltischen Flotte. Es steht unter Denkmalschutz.
Die Feuerwache Ost, Yorckstraße 79/80, heute ul. 1812 goda 59, wurde um 1900 nach Entwürfen von Paul Mühlbach erbaut. Erhalten ist auch die Feuerwache Nord, Wrangelstraße 12, heute ul. Tschernjachowskowo.
Das Königliche Hufengymnasium steht auf dem Eckgrundstück Hufenallee 38–42 / Tiergartenstraße, heute ul. Zoologitscheskaja 2, und wurde 1913–1915 nach Entwürfen von Baurat Klehmet im Stil der Neorenaissance erbaut. Das Gebäude steht unter Denkmalschutz.
Das Gebäude ul. Klinicheskaya 81 wurde im 19. Jahrhundert im Stil der Neorenaissance erbaut und steht unter Denkmalschutz.
Die Rossgärter Passage war eine überdachte Ladenpassage an der Königsstraße, die zum Vorderroßgarten führte. Erbaut wurde sie 1889 im Stil der Neorenaissance. Das Passage-Theater in der Rossgärter Passage wurde nach Entwürfen des Königsberger Architekten Otto Walter Kuckuck für das 1910 gegründete Neue Schauspielhaus umgebaut.
Das Geschäftshaus des Juweliers Carl George Maximilian Steyl (* 1810 in Königsberg), Steindamm 132–133, wurde 1883 im Stil der Neorenaissance erbaut.

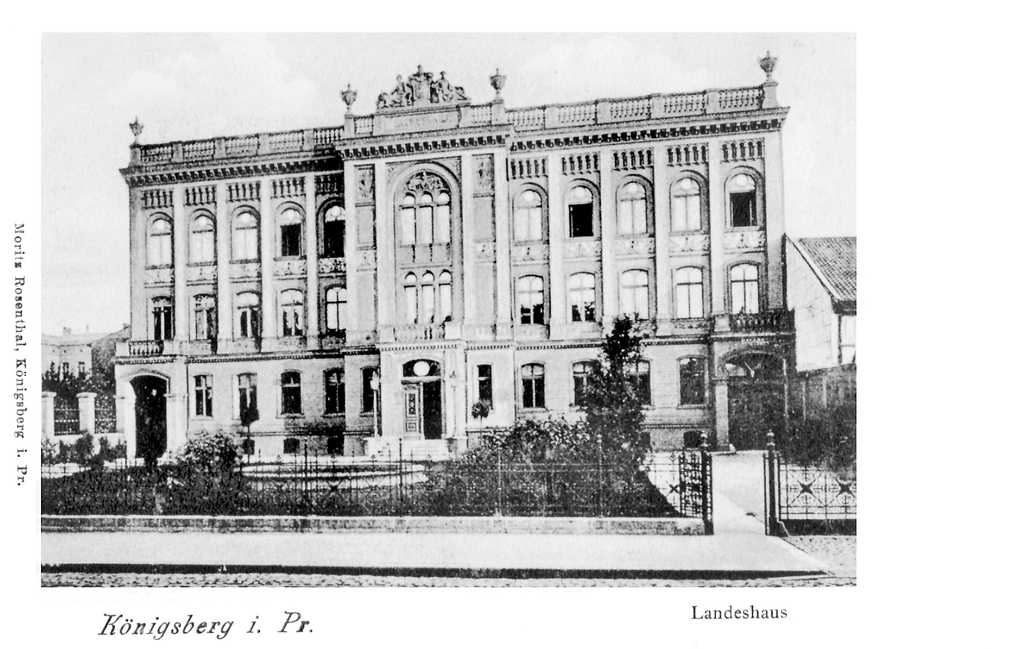
Landeshaus
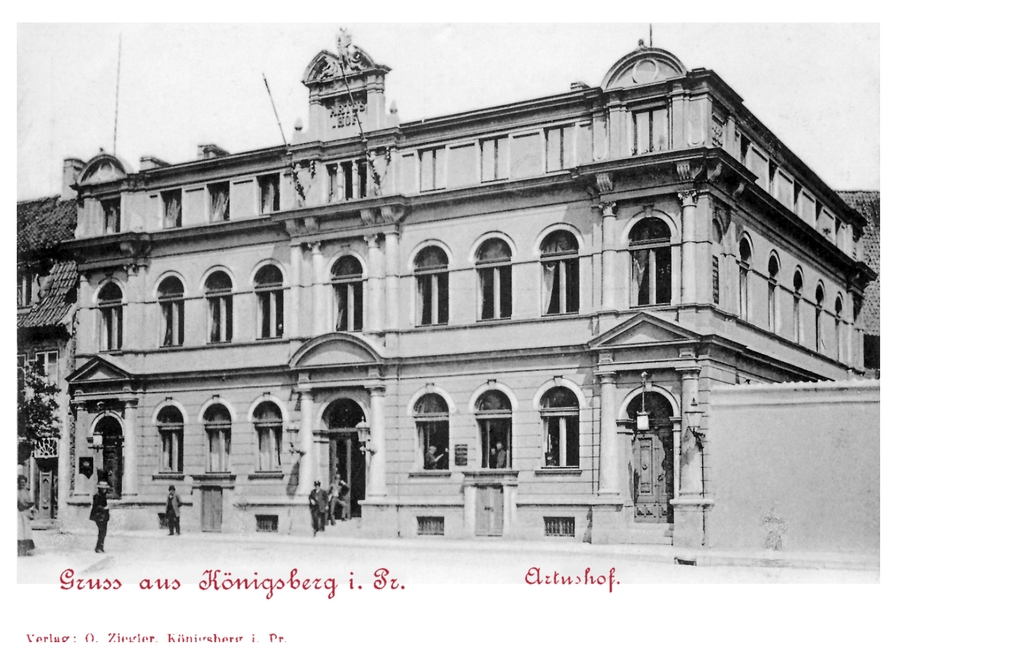
Artushof
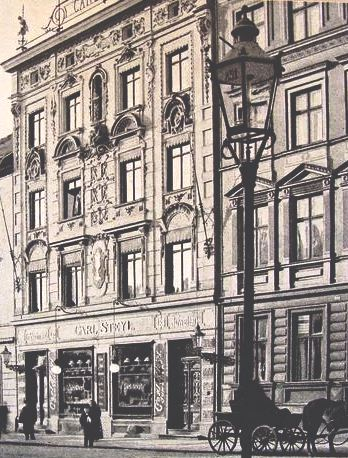
Geschäftshaus Steindamm 131–133
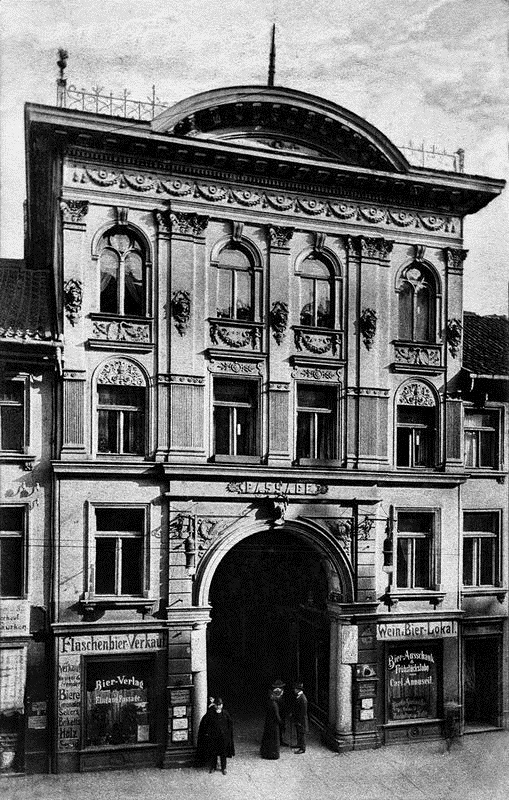
Ladenpassage Königsstraße
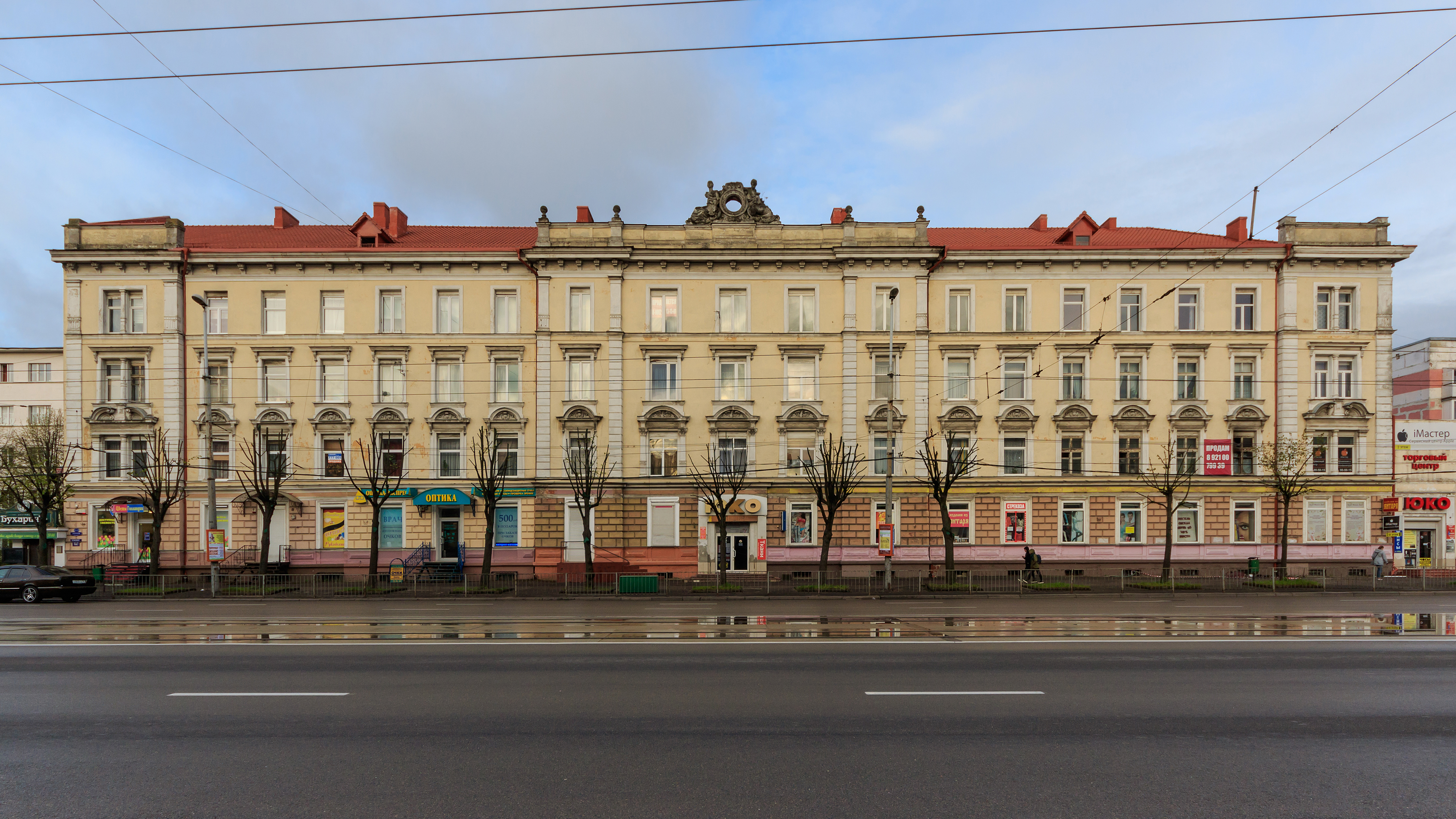
Eisenbahndirektion
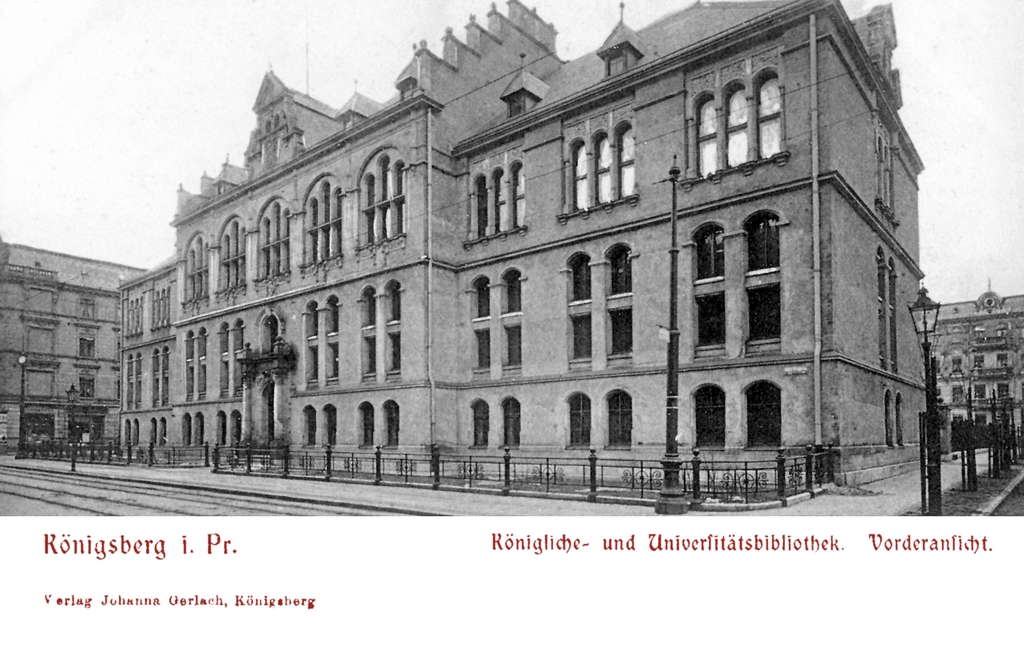
Universitätsbibliothek
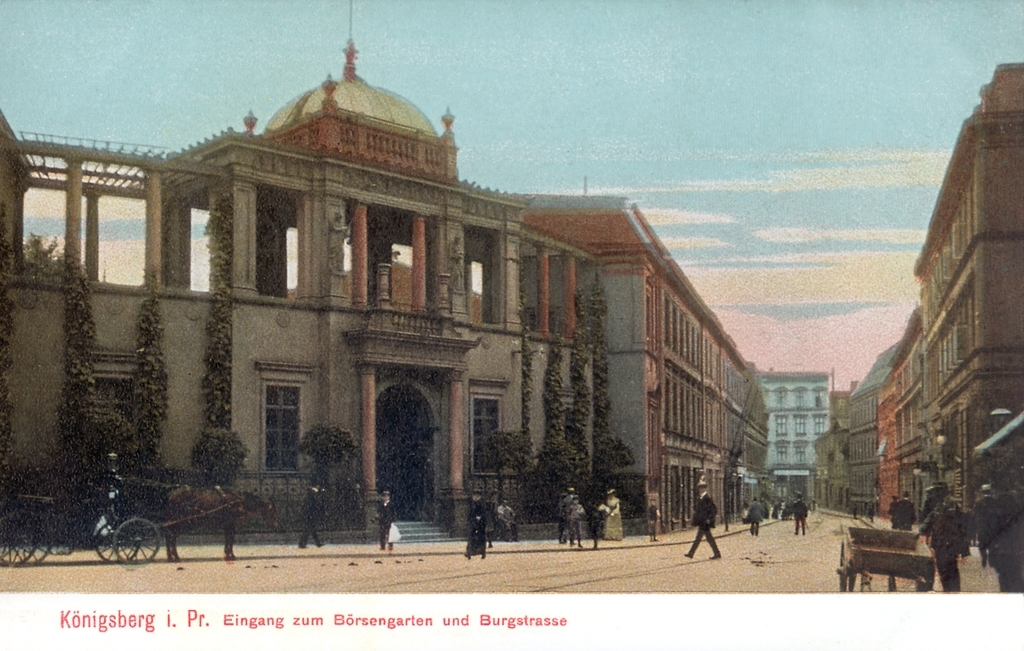
Börsengarten-Portal
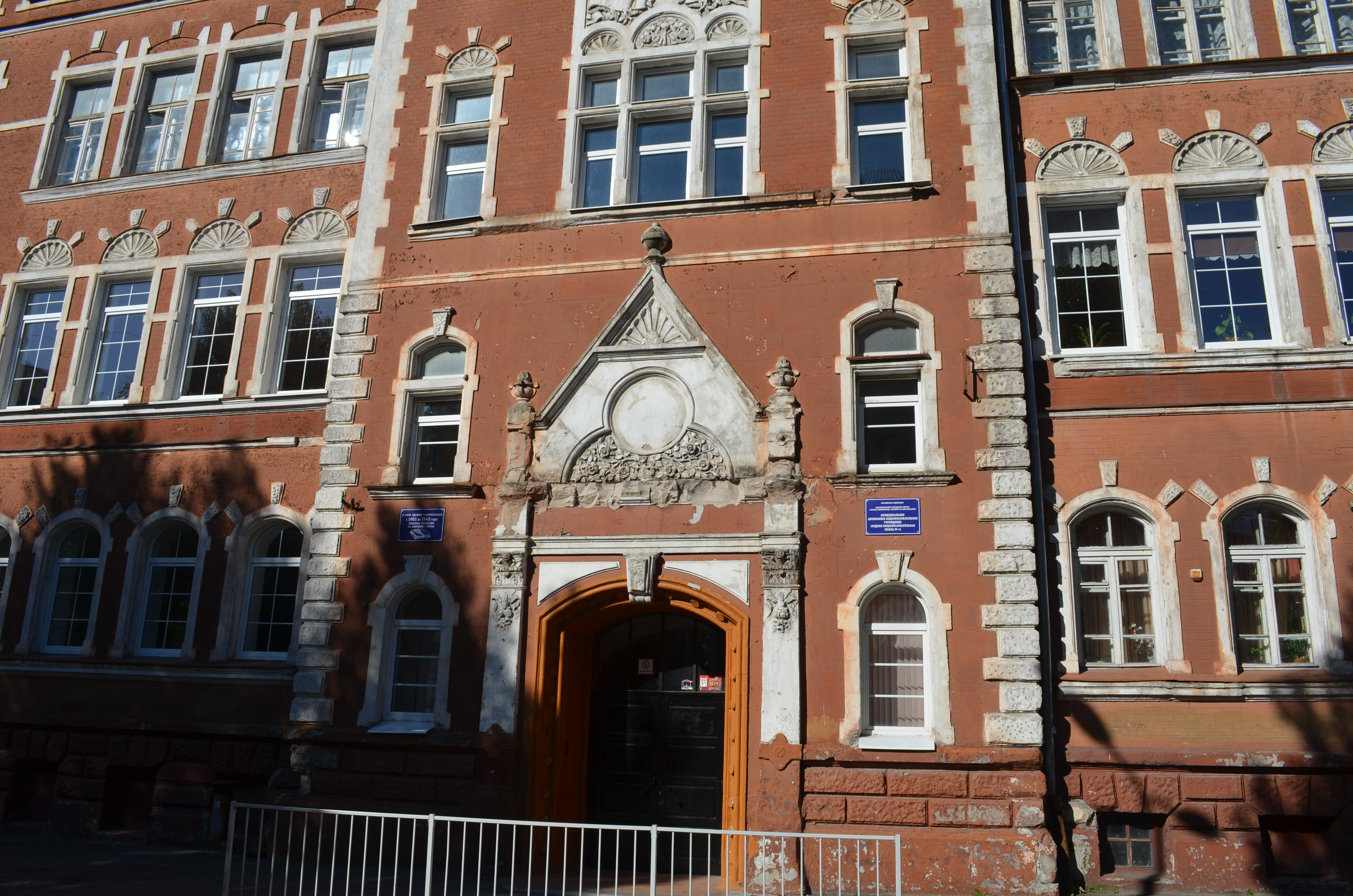
Königin-Luise-Schule
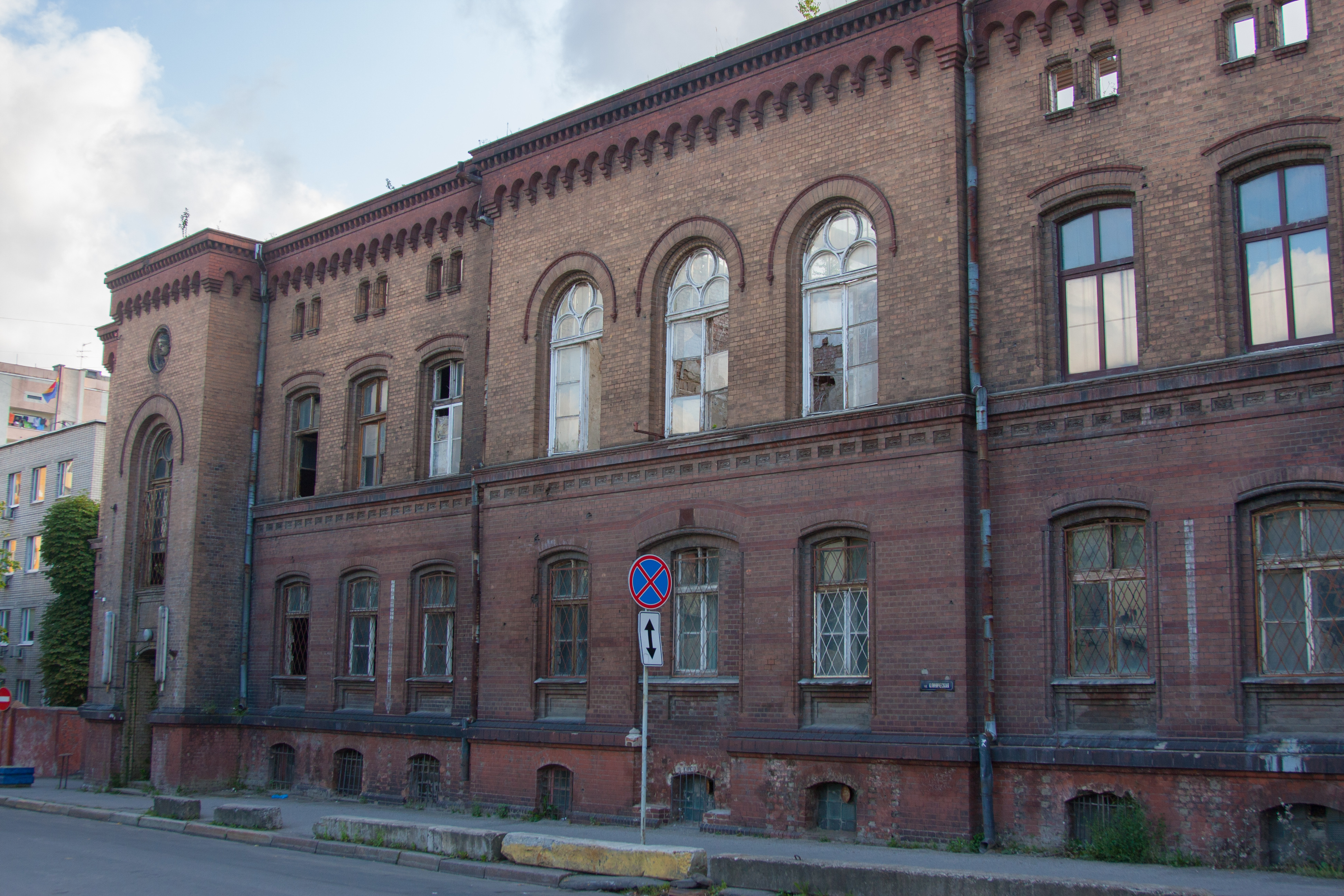
Neue Kommandantur
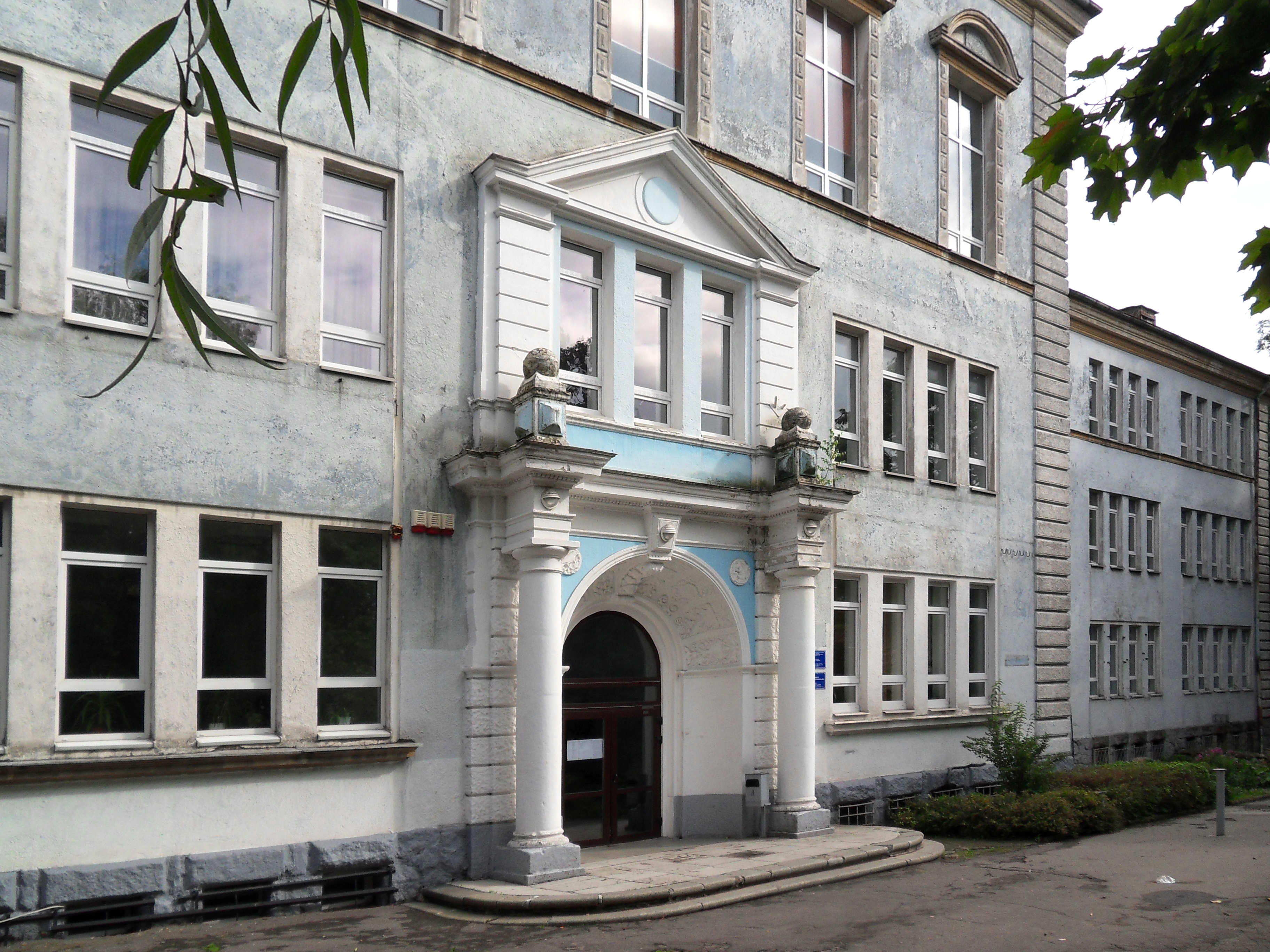
Hufengymnasium
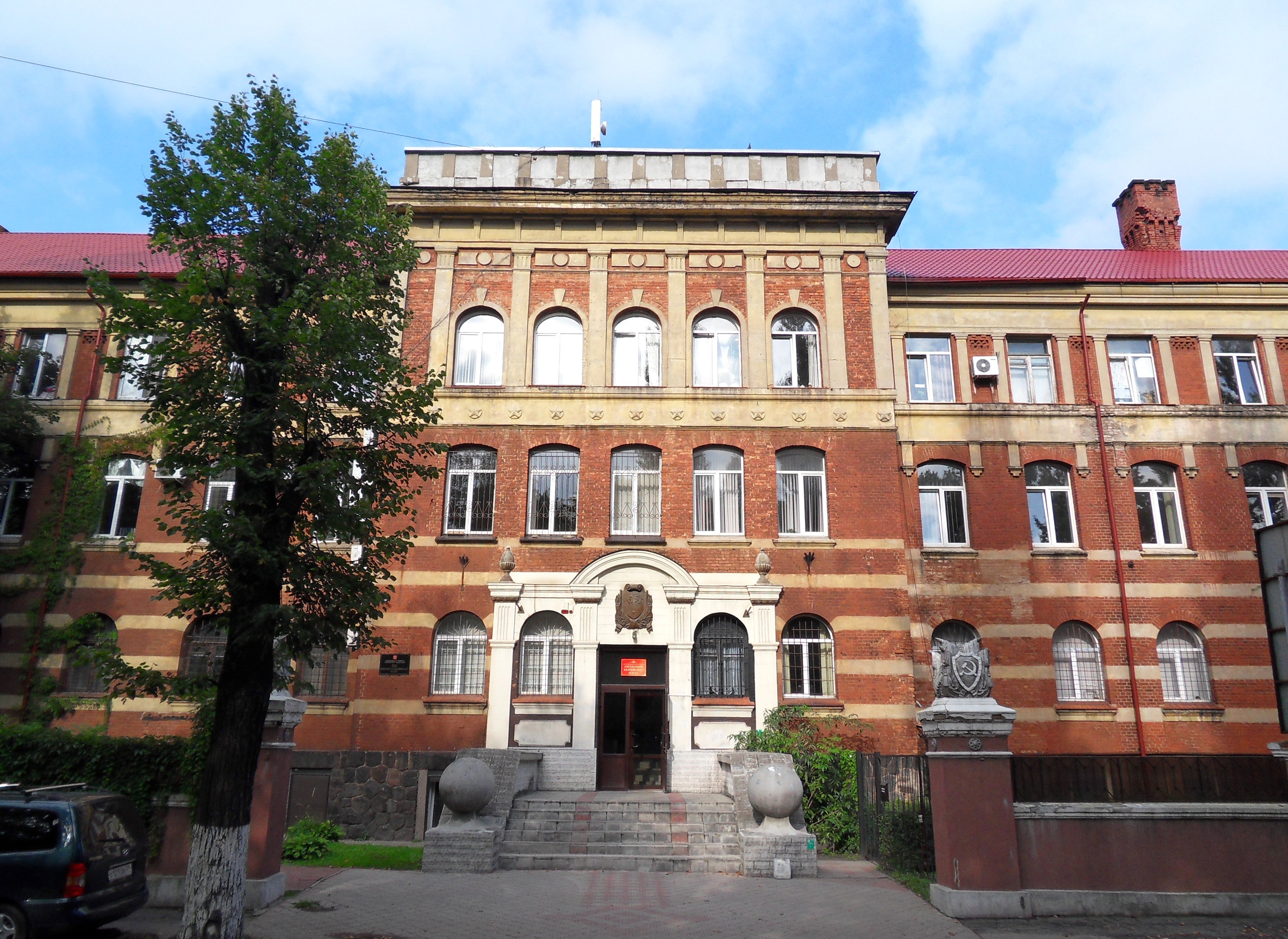
Landwirtschaftskammer
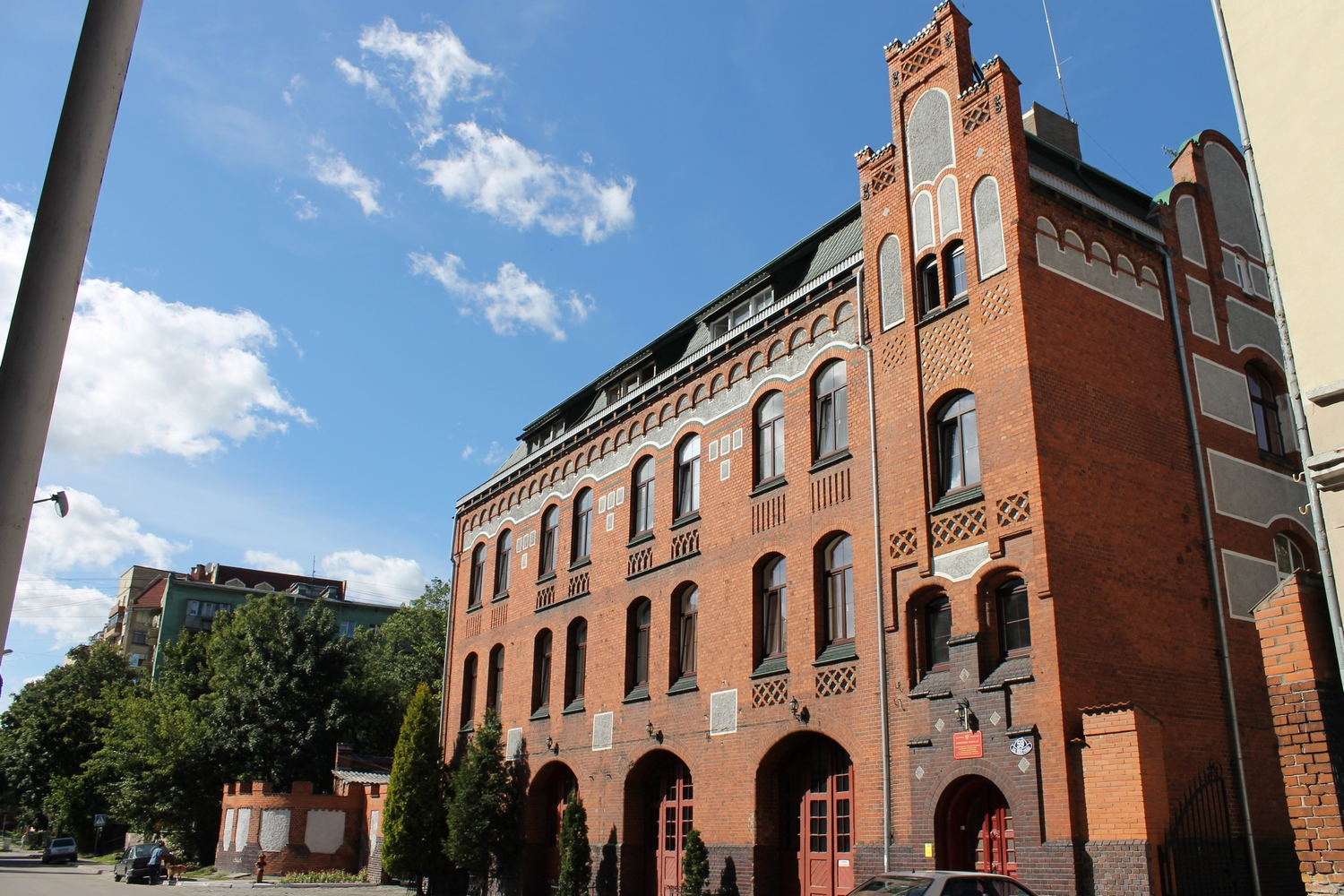
Feuerwache Ost
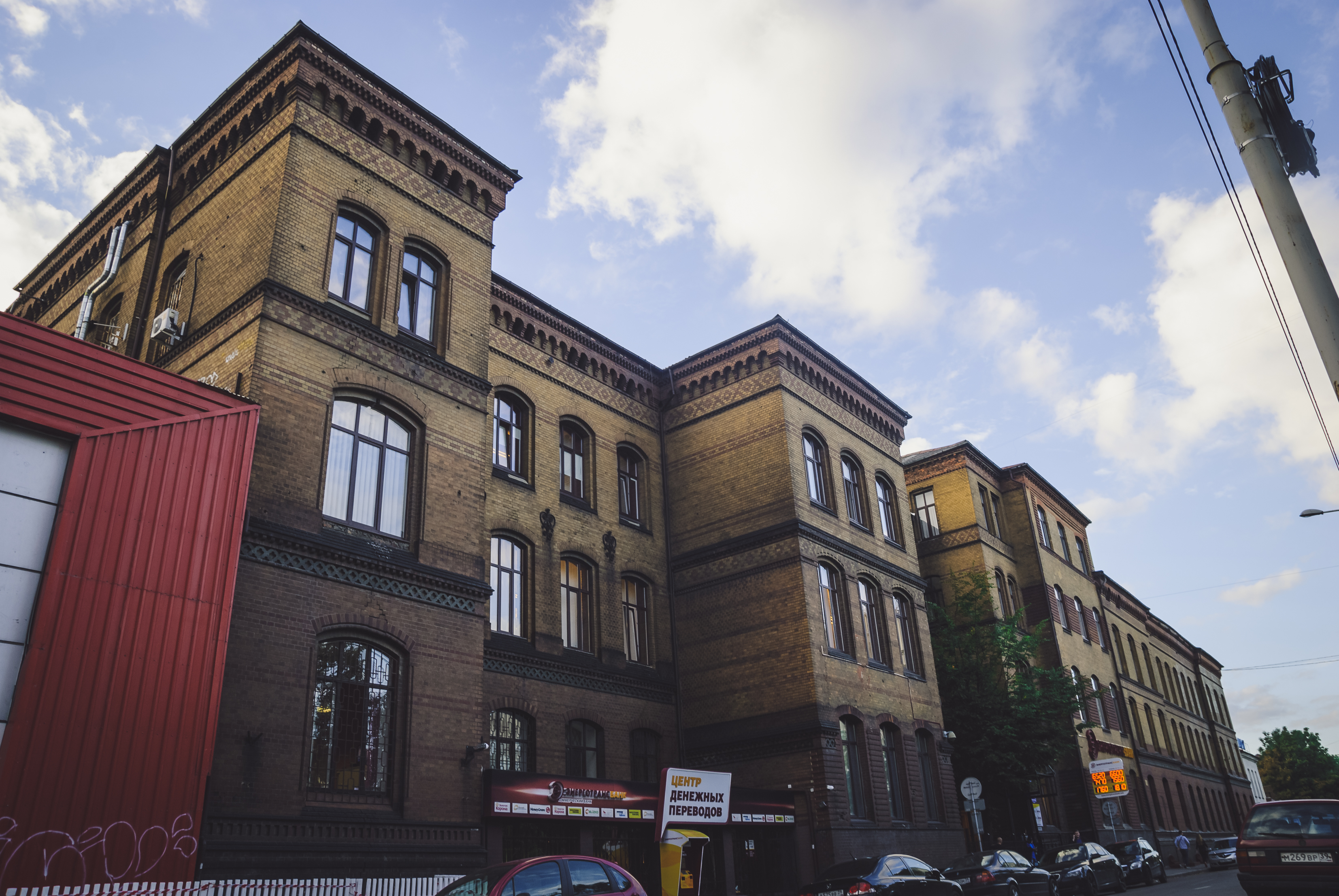
ul. Klinicheskaya 83
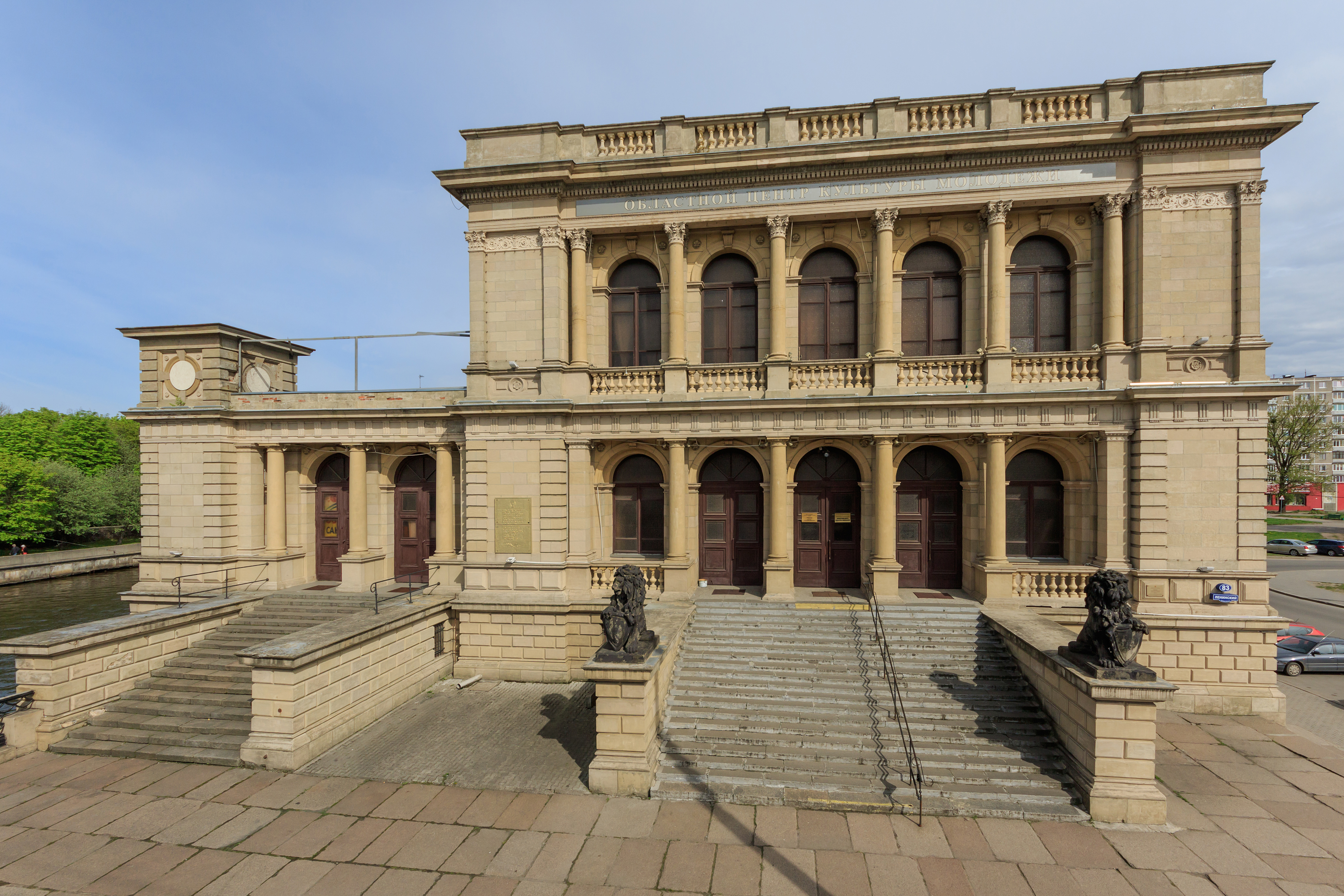
Neue Börse
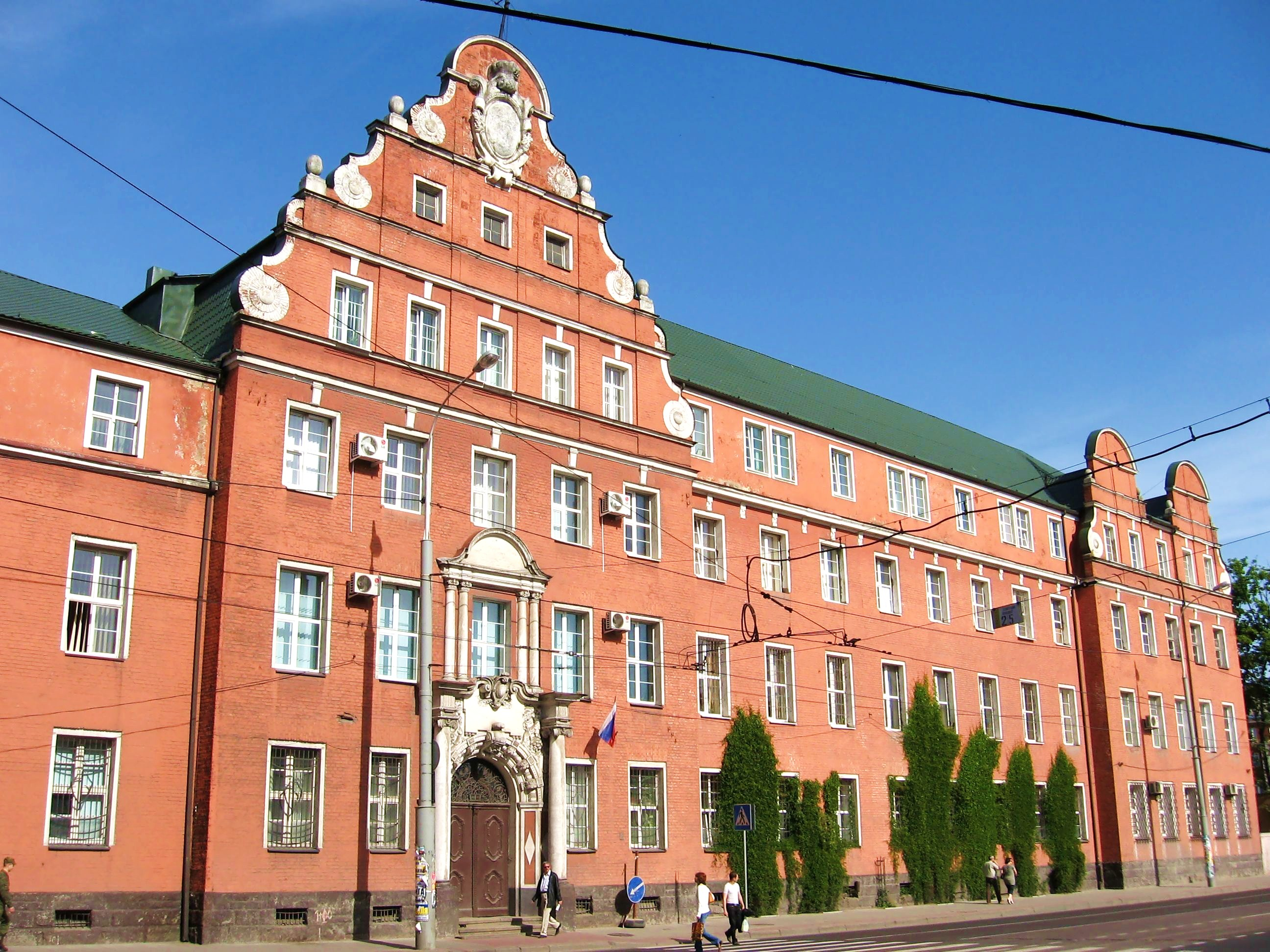
Polizeipräsidium
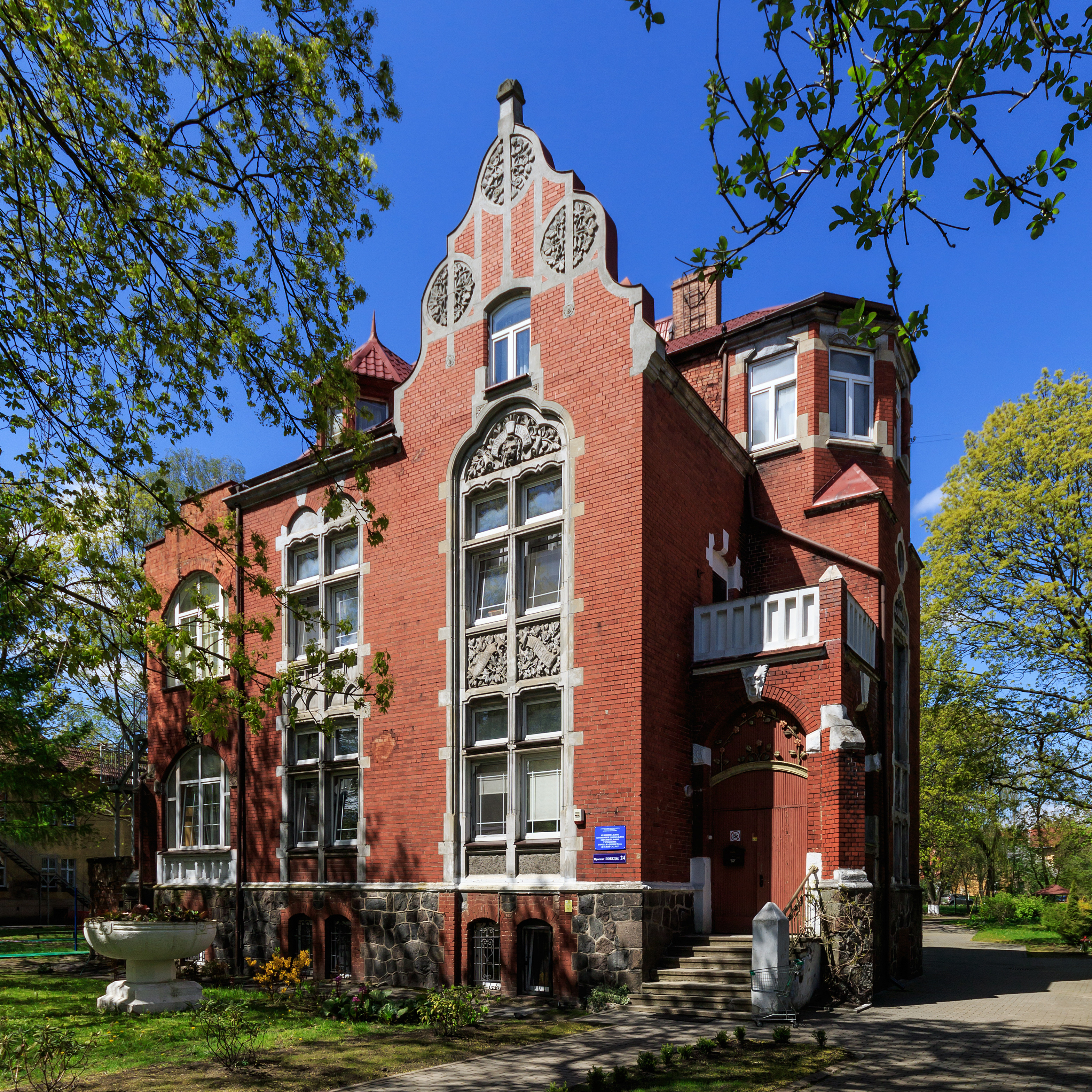
Villa Schmidt
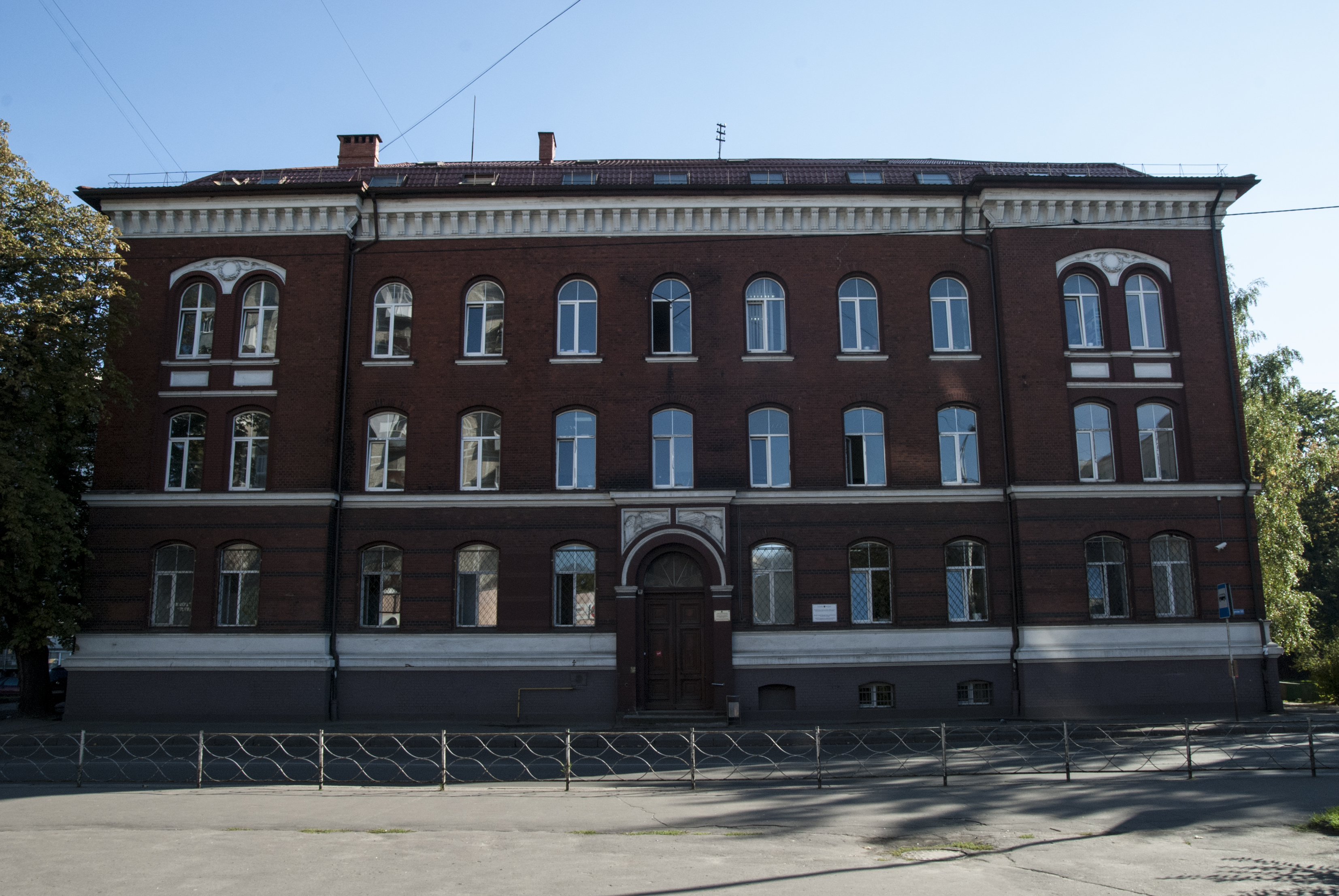
Intendantur
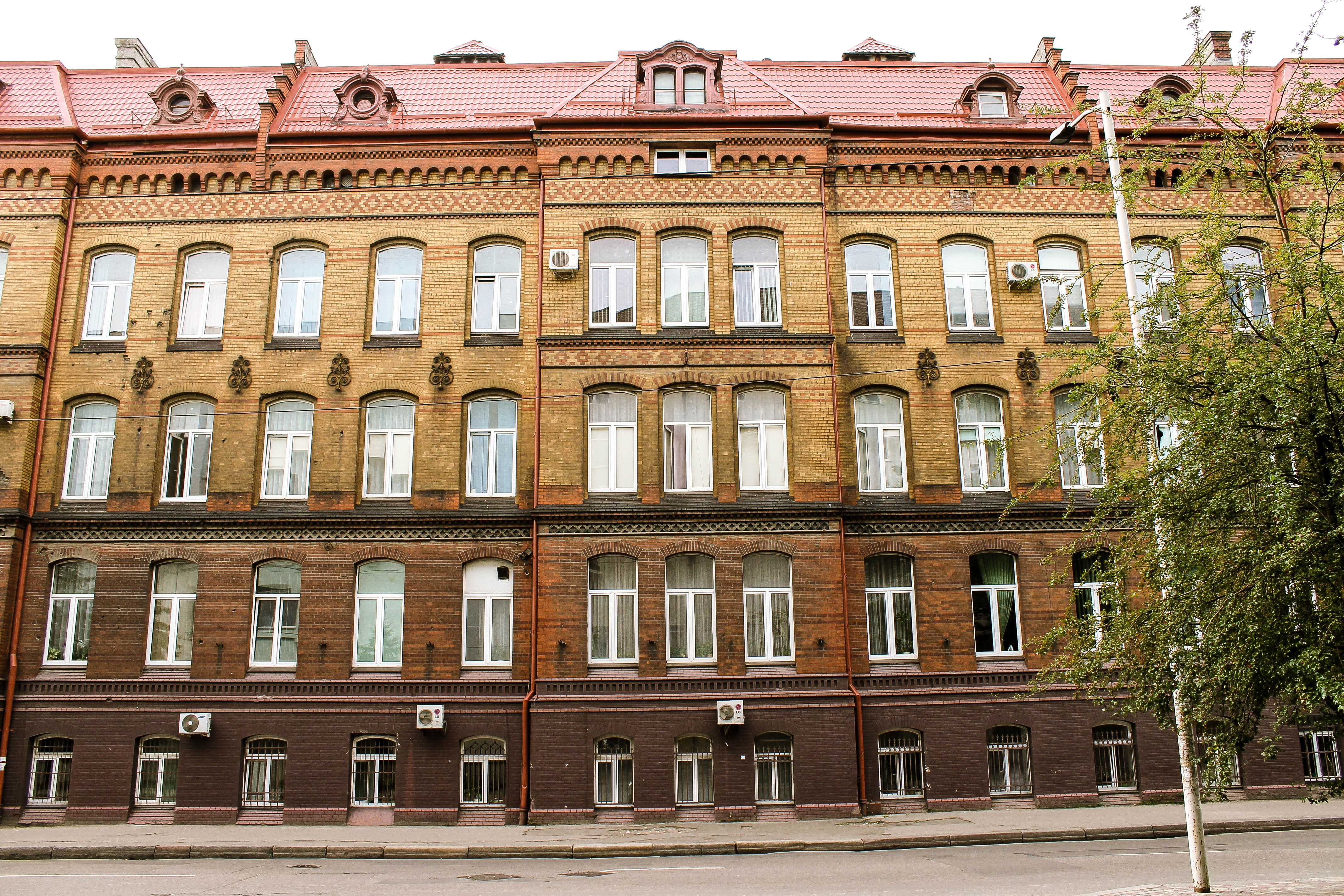
ul. Klinicheskaya 81

## Neogotik
Kants Grabkapelle am Dom war eine neogotische Backsteinkapelle, die von 1880 bis 1923 bestand. Die Fassade zeigte zwei neogotische Staffelgiebel. Hinter der von Carl Friedrich Hagemann geschaffenen Kantbüste zeigte ein Fresko Raffaels Die Schule von Athen.
Der Schlossturm wurde 1866–1877 nach einem Entwurf von Friedrich August Stüler neugotisch gestaltet. Der Turmhelm bestand aus aufeinander gesetzten Segmenten und verfügte über vier Ecktürmchen.
Das 1902 erbaute Hauptpostamt und Telegraphenamt am Gesekusplatz sollte mit dem „neogotischen Stil an die Ordensarchitektur anknüpfen“. Natalja Alexandrowna Sehlenkowa, 1958/1959 Stadtarchitektin Kaliningrads, regte an, das neogotische Postamt wiederaufzubauen und darin das Hauptpostamt unterzubringen. Nachdem Sehlenkowa das Amt abgegeben hatte, wurde das neogotische Postamt im Jahr 1960 gesprengt.
Die Liberale Synagoge Königsberg wurde, wie die Hannoversche Synagoge und die Breslauer Synagoge, gotisierend nach dem Vorbildern des Wormser Doms und des Aachener Doms gestaltet. Der Bau entstand 1892 nach Entwürfen des Berliner Architekturbüros Cremer & Wolffenstein. Der Altbau wird derzeit nach alten Plänen originalgetreu rekonstruiert.
Das St.-Georgen-Hospital steht auf dem Grundstück Turnerstraße 4, heute ul. Krasnooktjabrskaja 3. Das Gebäude wurde 1894–1897 nach Entwürfen von Stadtbaumeister Worms erbaut. Das Bauwerk zeigt eine „Klinkerfassade mit […] neugotischen Verzierungen der 90er Jahre des 19. Jhs.“ Das Gebäude steht unter Denkmalschutz.
Das Silospeicher am Hafenbecken 4, Holsteiner Damm 116–128, heute ul. Prawaja Nabereschnaja 21, wurde 1897 nach Entwürfen von Hermann Kapler aus Berlin mit einer Klinkerfassade und neugotischen Verzierungen erbaut. Das Gebäude erinnerte in seiner ursprünglichen Form an ein „überdimensioniertes Schloss“.
Die Kirche zur Heiligen Familie, Oberhaberberg 21, heute ul. Bogdana Chmelnizkowo 63a, wurde 1904–1907 nach Entwürfen von Friedrich Heitmann im Stil der Neogotik erbaut. Der Sakralbau steht unter Denkmalschutz und wird seit 1980 als Konzerthaus genutzt.
Die Adalbertkirche, Lawsker Allee 35 / Kastanienallee 11–13, heute Prospekt Pobedy 41, wurde 1904 nach Entwürfen von Friedrich Heitmann im Stil der Neogotik erbaut. Das Gebäude steht unter Denkmalschutz.
Die Rosenauer Kirche wurde 1914–1926 im neogotischen Stil erbaut. Heute dient sie der russisch-orthodoxen Gemeinde und steht unter Denkmalschutz.
Das St.-Elisabeth-Krankenhaus, Ziegelstraße 7–9, heute ul. Kirpitschnaja 7, wurde um 1893 im Stil der Neogotik erbaut. Das Gebäude steht unter Denkmalschutz.

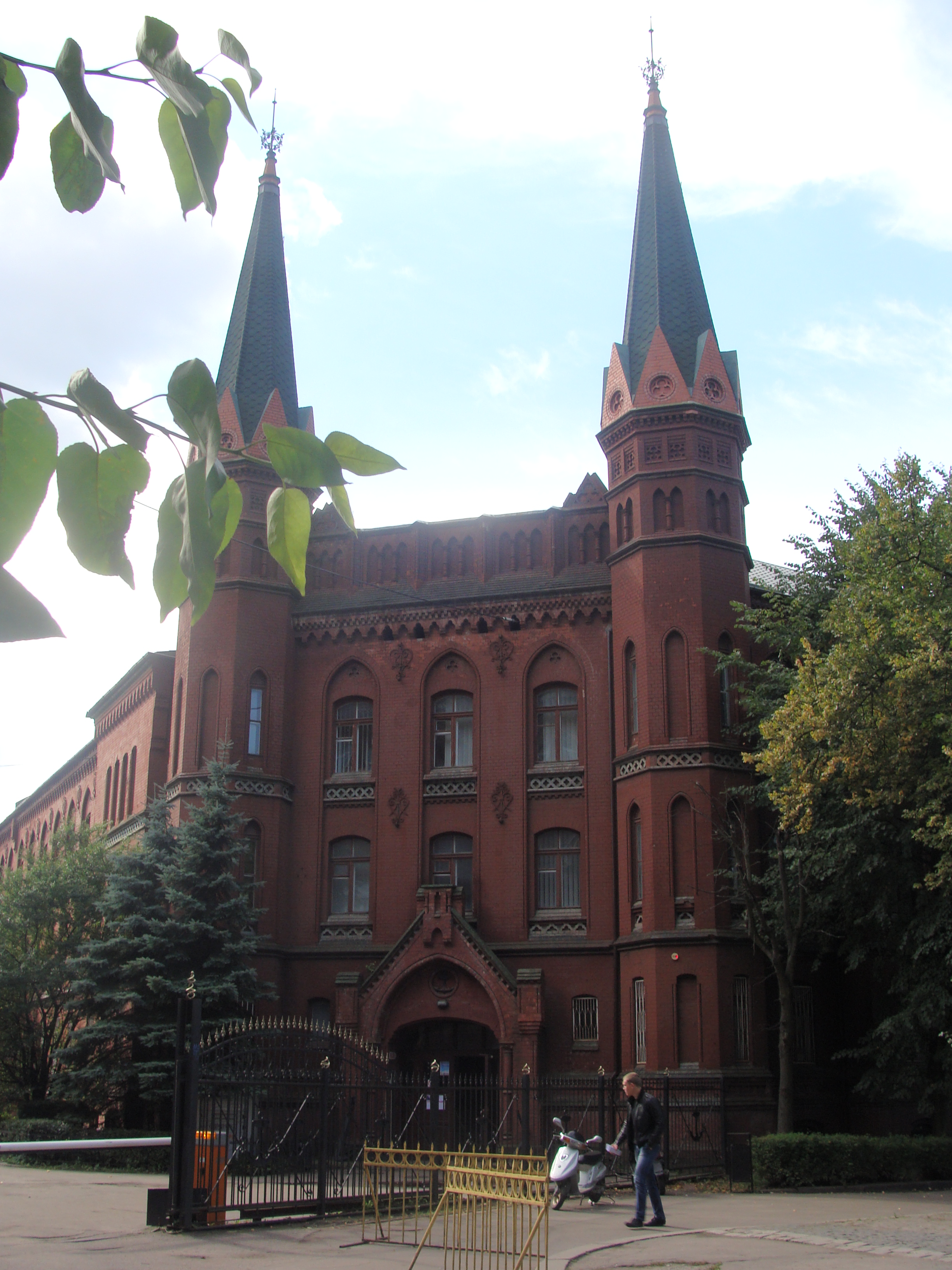
St.-Georgen-Hospital
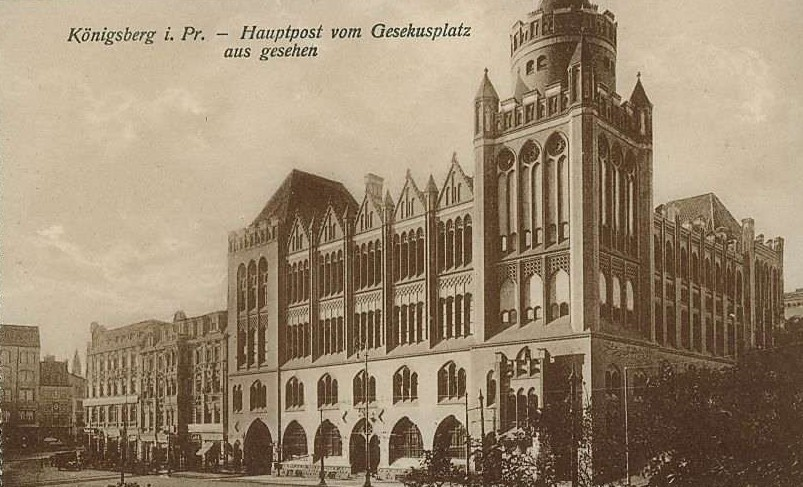
Hauptpostamt Königsberg
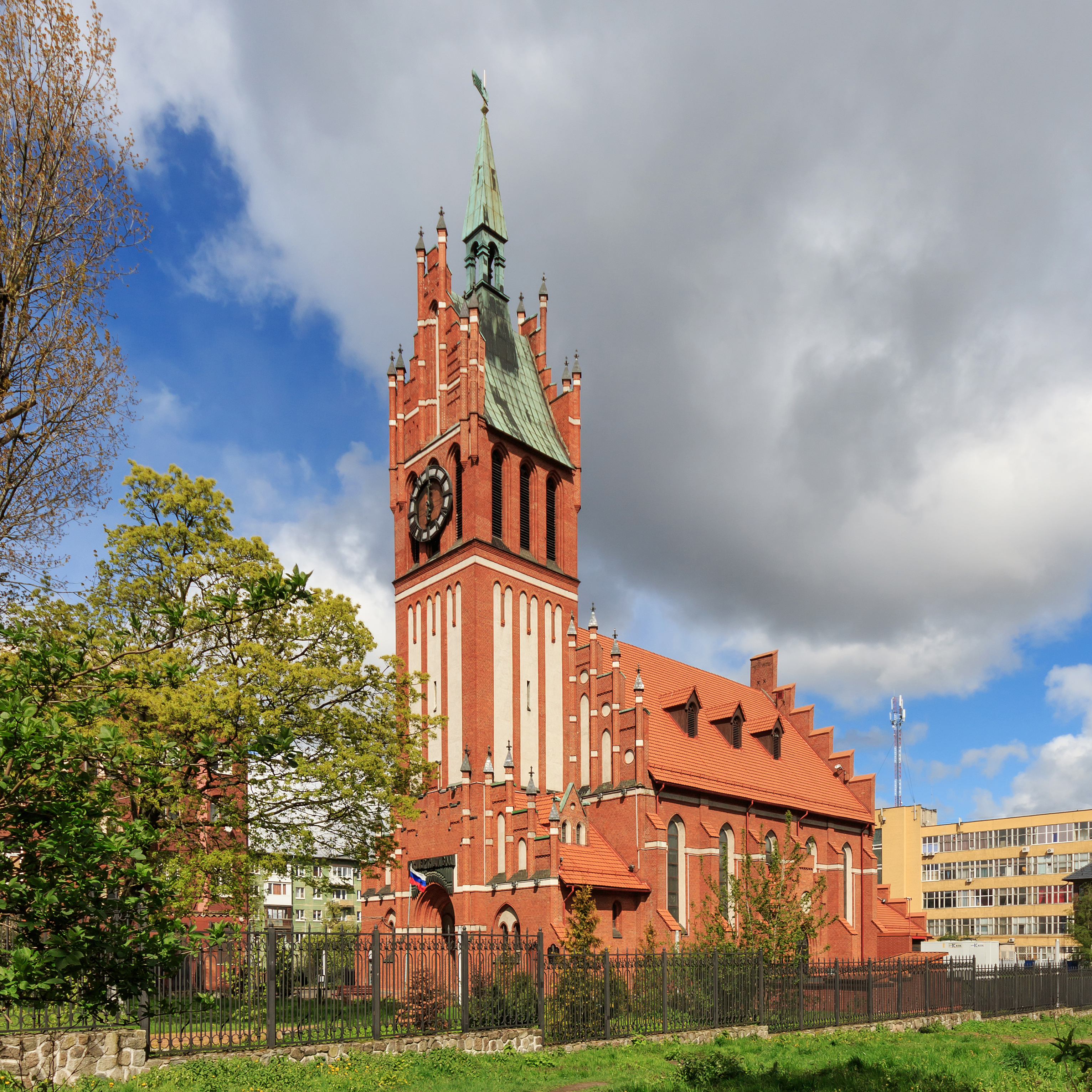
Kirche zur Hl. Familie
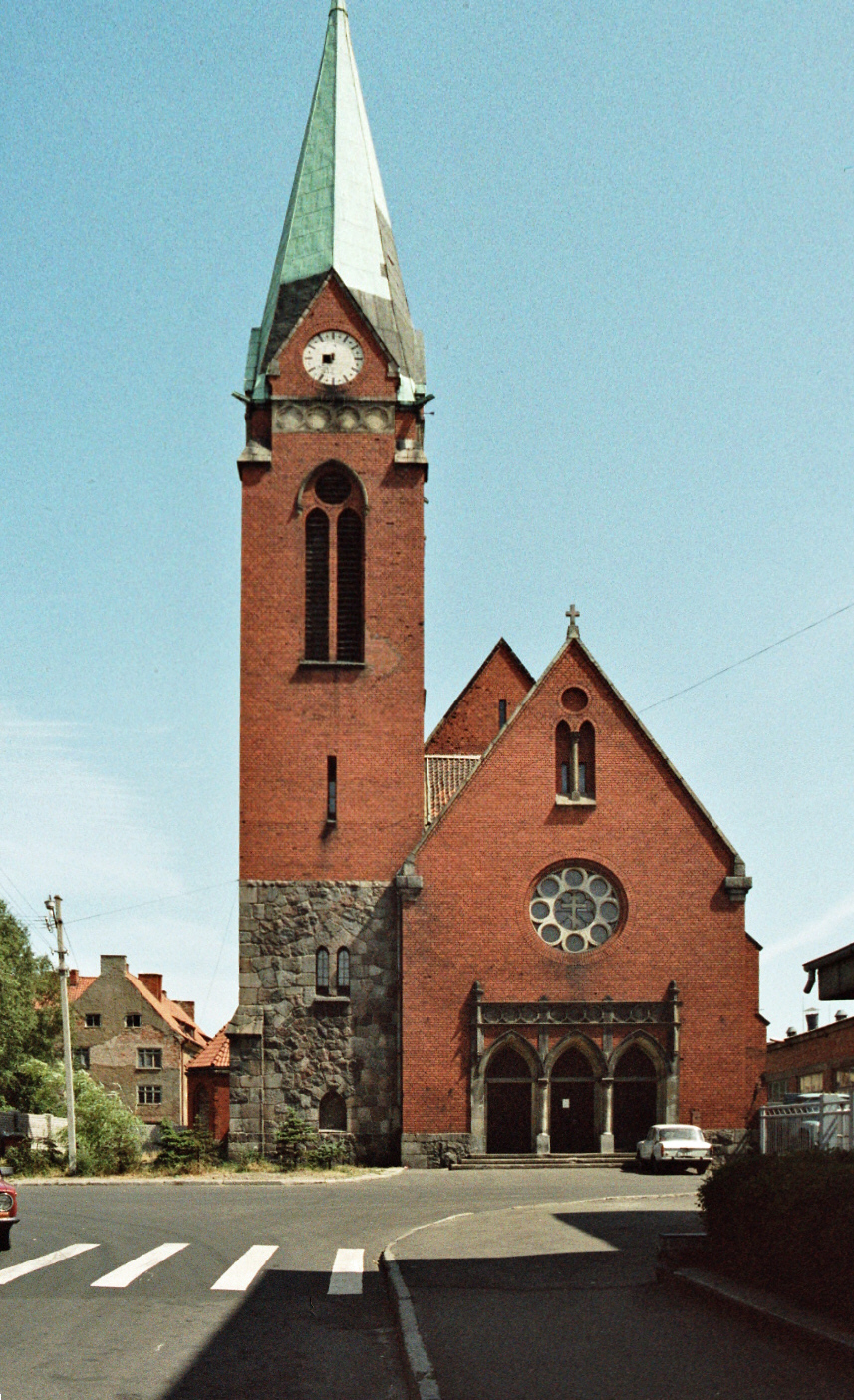
Rosenauer Kirche
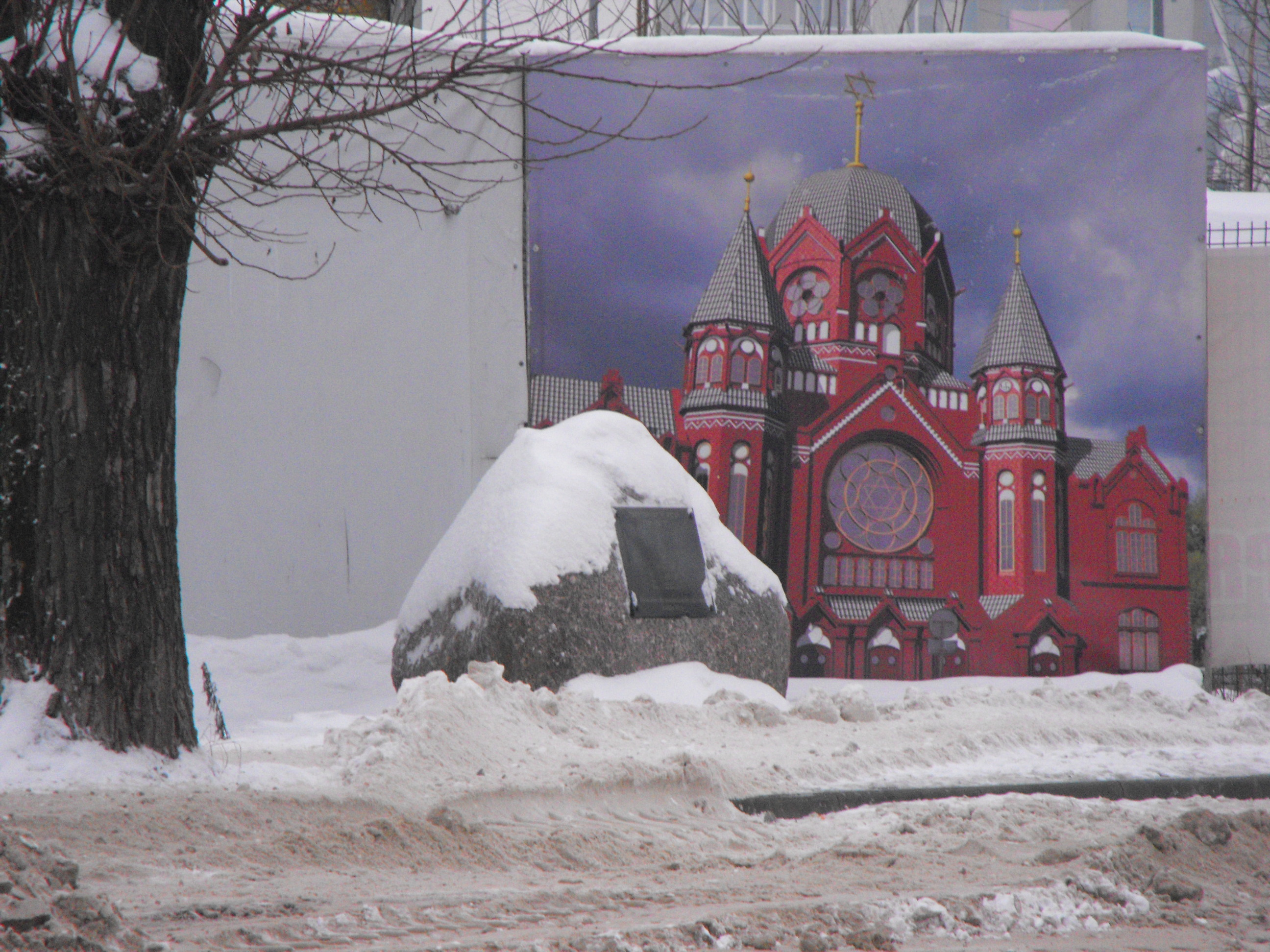
Neue Synagoge
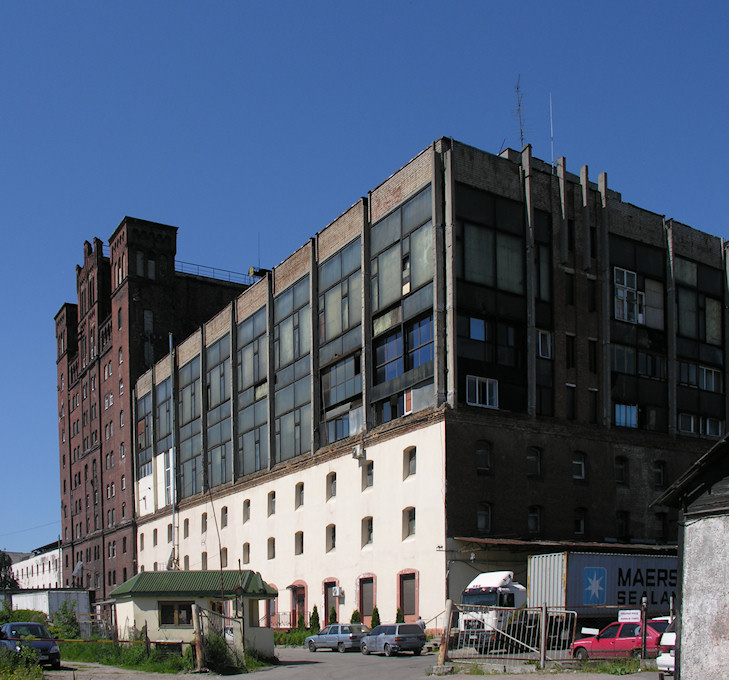
Silospeicher am Pregel
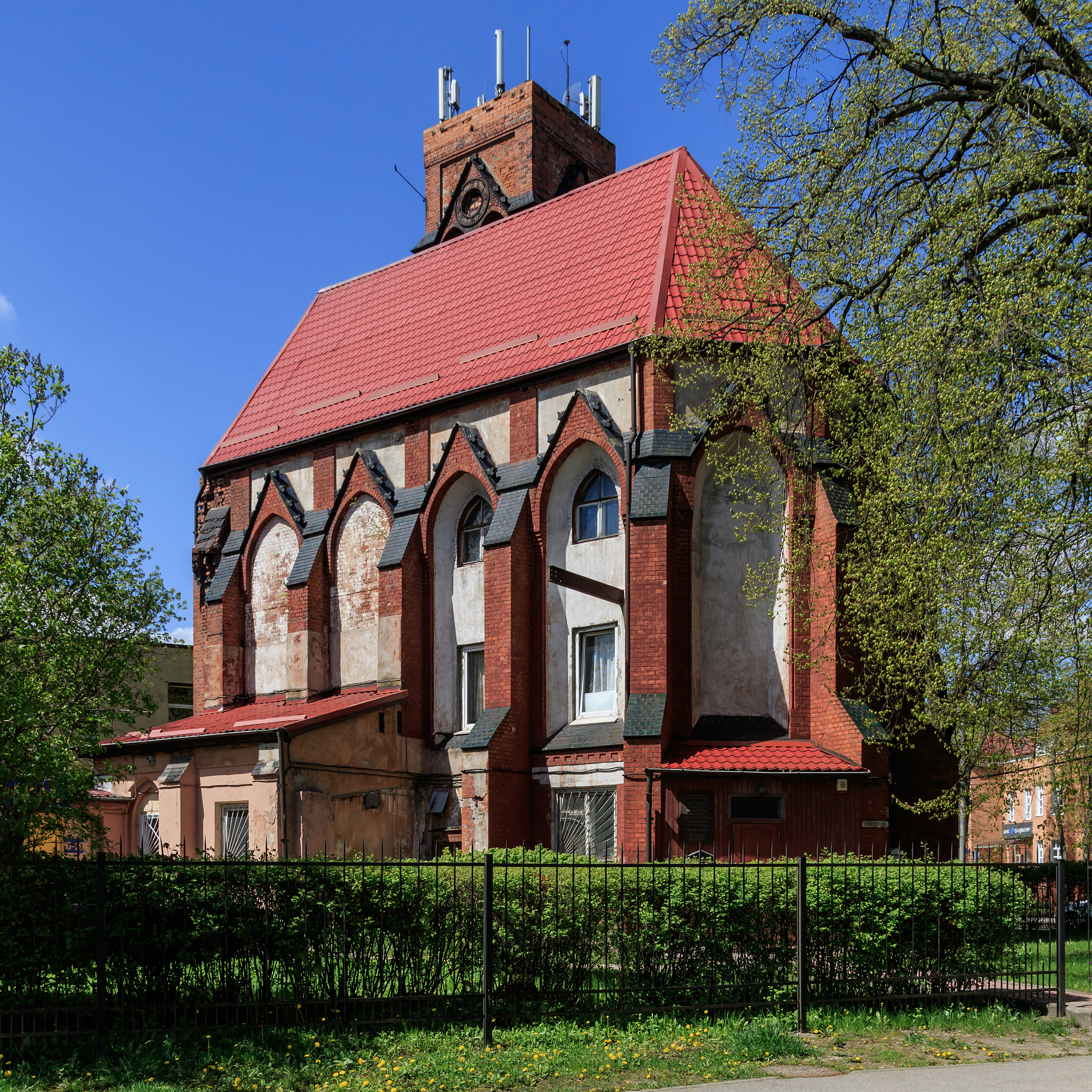
Adalbertkapelle

## Neobarock
Das Gebäude des Verlags Gräfe und Unzer an der Südwestseite des Paradeplatzes wurde im Stil des Neobarock erbaut.
Der Verlag der Königsberger Allgemeinen Zeitung befand sich seit 1906 im neobarocken Gebäude Theaterstraße 12.
Das ehemalige Gebäude der Ostpreußischen Generallandschaftsdirektion, Landhofmeisterstraße 16–18, heute ul. Sergeja Tjulenina 15, wurde 1901–1903 nach Entwürfen von Baurat Leidich im Stil des Neobarock erbaut. Es beheimatet heute die Kaliningrader Bauverwaltung der Baltischen Flotte. Das Gebäude steht unter Denkmalschutz.
Das Gebäude des ehemaligen Land- und Amtsgerichts Königsberg, Hansaring 14–16, heute Prospekt Mira 2, steht unter Denkmalschutz.
Das Villa Honcamp, Haarbrückenstraße 17/19 / Lawsker Allee, heute pr. Pobedy, wurde um 1903/1905 nach Entwürfen von Friedrich Heitmann im Stil des Neobarock für den Fabrikbesitzer Honcamp erbaut. Die Villa steht unter Denkmalschutz.
Das Wohnhaus Luisenallee 47, heute ul. Komsomolskaja 47, erbaut um 1905, zeigt Elemente der damals aktuellen Reformarchitektur.
Das Wohnhaus Luisenallee 37, heute ul. Komsomolskaja 37–39, ist das ehemalige Konopackische Kaufmanns-Stift 1793. Das um 1903 erbaute Gebäude verfügt über drei Eingänge. Es zeigt nur in den seitlichen Risaliten und wenigen Einzelformen Bezüge zum Neobarock. Das Gebäude steht unter Denkmalschutz.
Die beiden zweigeschossigen Wohnzeilen ul. Mayora Kozenkova 10–22 und 11–25 zeigen aufwändige Stuckarbeiten als Supraporten.
Das fünfgeschossige Haus Nr. 57 und das viergeschossige Haus Nr. 59 mit stark überhöhtem Erdgeschoss erhielten beim Umbau Ende des 19. Jahrhunderts neubarocke Giebel.
Das Gebäude Komsomolskaja-Straße 95 wurde 1909 im Stil des Neobarock erbaut und steht unter Denkmalschutz.
Die evangelische  Lutherkirche wurde 1910 nach Entwürfen von Friedrich Heitmann gebaut. Der Architekt verarbeitete historische Bezüge auf die Baukunst des Barock.

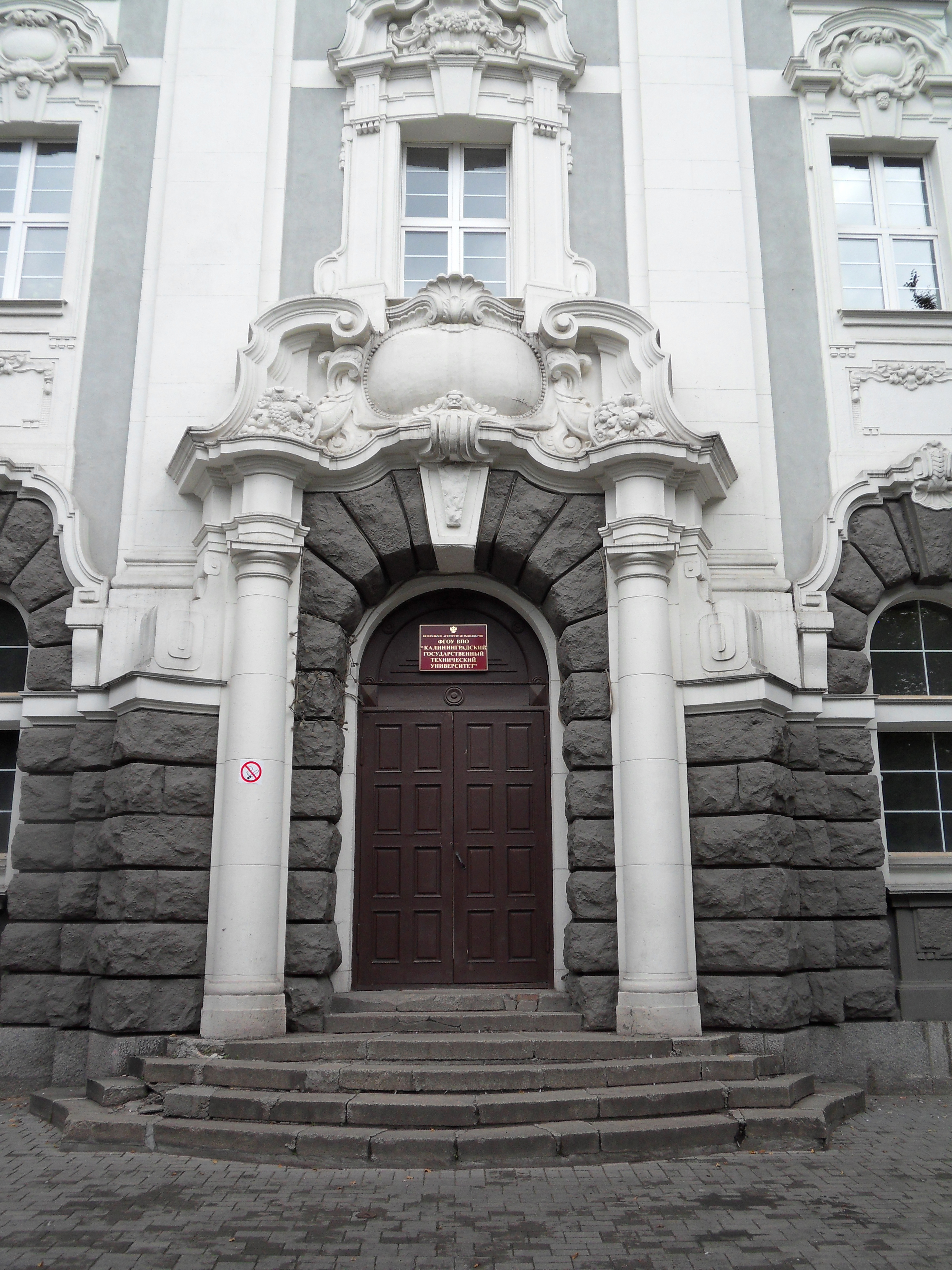
Gerichtsgebäude
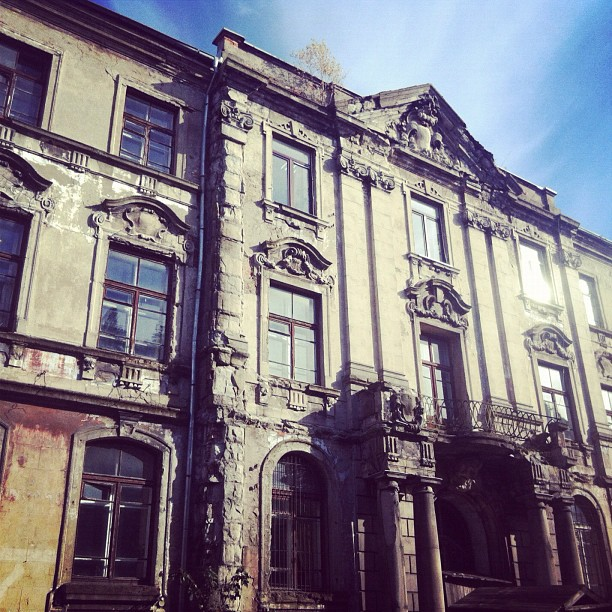
Gebäude der Generallandschaft
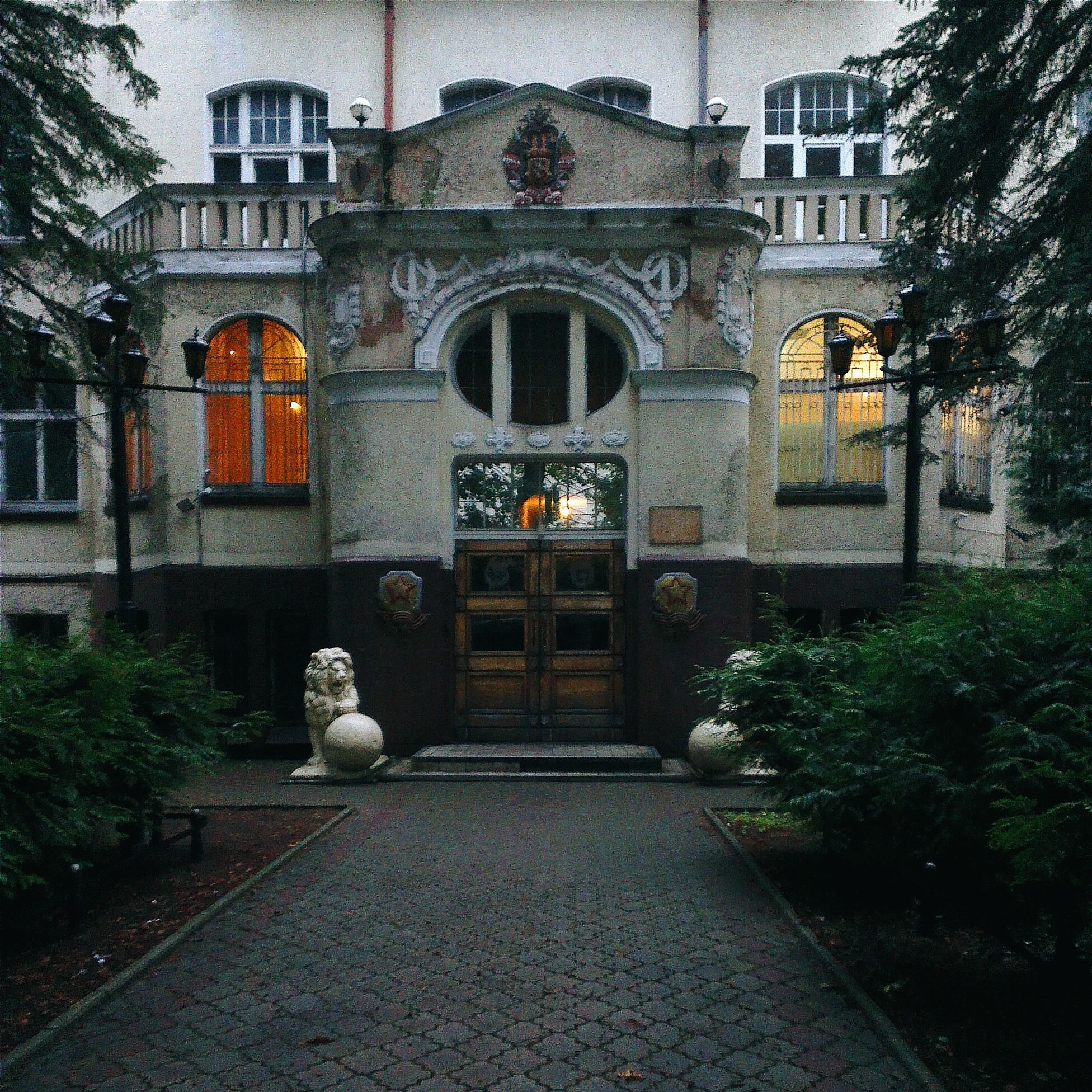
ul. Komsomolskaja 95
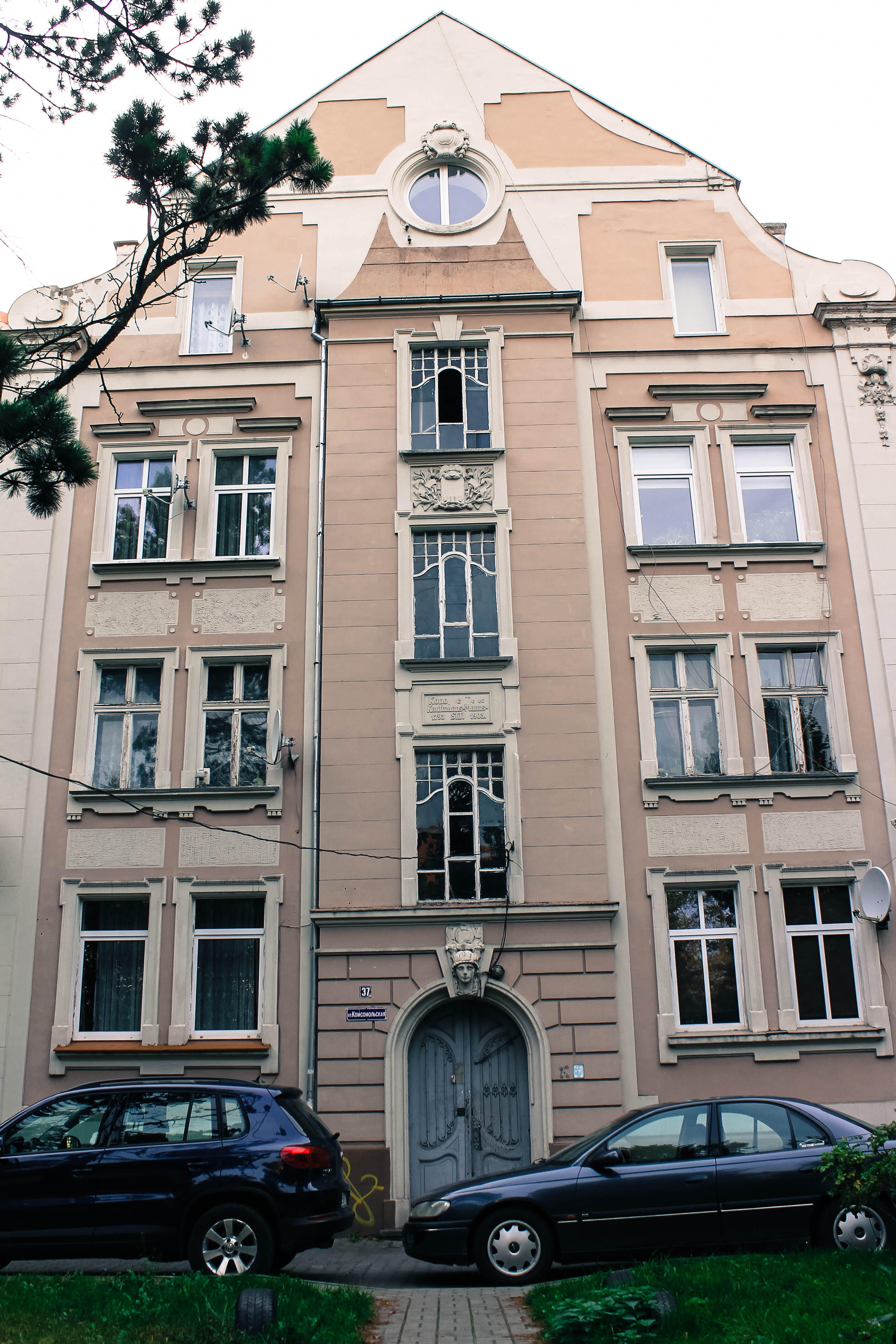
ul. Komsomolskaja 37–39
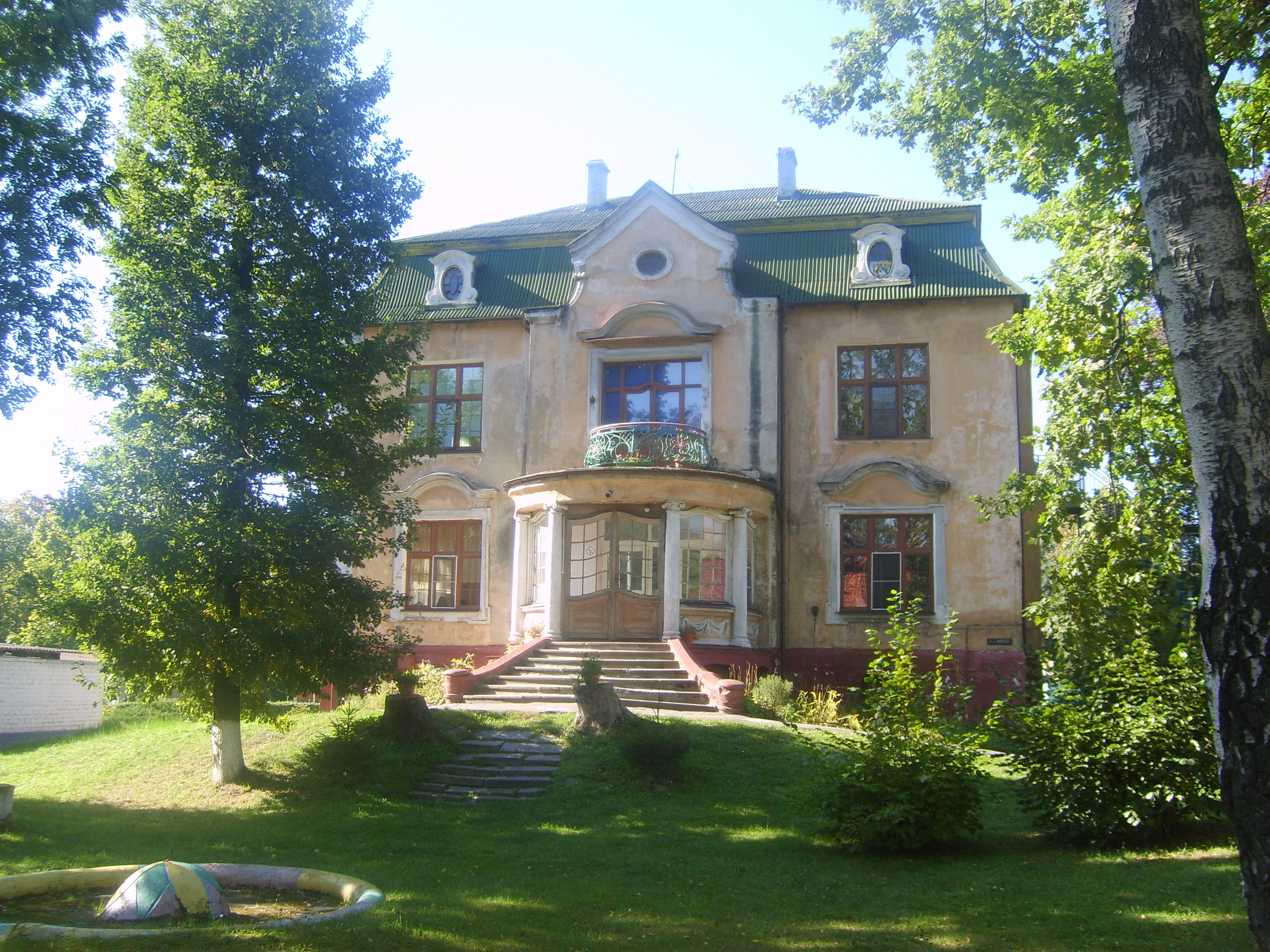
Haarbrückenstraße 17/19

## Neoklassizismus
Das spätere Neue Schauspielhaus wurde am 23. September 1912 als Neues Luisentheater eingeweiht. Die vom Architekten Otto Walter Kuckuck entworfene ursprüngliche Vorderfront zeigte eine eingeschossige Vorhalle mit sechs Säulen in der Art eines antiken Tempels. Bei einem ersten Umbau 1923 wurde der Vorbau entfernt, beim erneuten Umbau 1927 wurde das Gebäude weiter verändert.
Das Gebäude der Oberpostdirektion Königsberg, Brahmsstraße 4, heute ul. Grekowa 1, beheimatet heute den Kaliningrader Stab der Baltischen Flotte. Das Gebäude steht unter Denkmalschutz.
Das Gebäude des ehemaligen Königlich Preußischen Eichamts Königsberg, Hindenburgstraße 14, heute ul. Kosmonawta Leonowa 28, wurde etwa 1912 nach Entwürfen des Geheimen Oberbaurats Oskar Delius im Stil des Neoklassizismus erbaut. Es beheimatet heute die Kaliningrader Verwaltung für Kultur, darunter auch das Denkmalamt. Der Bau steht unter Denkmalschutz.
Die ehemalige Kraus- und Hippelschule, Stägemannstraße 56, heute ul. Tschernyschewskowo 56, bezieht sich auf neoklassizistische Strömungen der Architektur. Der Bau steht unter Denkmalschutz.
Das Kenotaph für Immanuel Kant am Königsberger Dom entstand 1924 nach einem Entwurf von Friedrich Lahrs. Die Säulen bestehen aus Rochlitzer Porphyr. Das weltbekannte Kenotaph steht unter Denkmalschutz.
Die Kunsthalle Königsberg, Wallring 2, heute ul. Professora Baranowa 2, beheimatet heute ein Lager. Das Gebäude entstand 1913 nach einem Entwurf von Friedrich Lahrs. Lahrs interpretierte das Motiv des antiken Tempels sehr modern.
Das Gebäude des ehemaligen Postcheckamts Königsberg, Deutschordensring 9 / Kniprodestraße, heute Teatralnaja 34, wurde 1924–1926 nach Entwürfen der Bauabteilung der Oberpostdirektion Königsberg erbaut. Das Gebäude beheimatet heute eine Energiebehörde und steht unter Denkmalschutz.
Das von George Marx und Joseph Litten gegründete Bankhaus Litten auf dem Eckgrundstück Kneiphöfische Langgasse / Südufer an der Grünen Brücke zeigte eine ruhige, einheitliche, vom damaligen Neoklassizismus geprägte Haltung. Das Bankhaus ging später auf die Norddeutsche Creditanstalt als Rechtsnachfolgerin über.
Das Gebäude der Hindenburg-Oberrealschule, Wallring 43–45, heute ul. Professora Baranowa 43, wurde 1914–1917 erbaut. Den beiden Obergeschossen sind Pfeilervorlagen vorgeblendet. Das Gebäude beheimatet heute die Kaliningrader Staatliche Technische Universität. Der Bau steht unter Denkmalschutz.
Das frühere Gemeindehaus der Tragheimer Kirche, Großgörschenstraße 2, heute ul. Professora Baranowa 43, wurde 1911 nach Entwürfen von Fritz Bleyer erbaut. Die Fassade wird durch vier Pilaster unterteilt. Zwischen den Pilastern befinden sich drei hohe Fenster mit flachen Rundbögen. Das Gebäude beherbergt heute die Staatliche Technische Universität Kaliningrad.
Das Gebäude Händelstraße 5 steht unter Denkmalschutz.

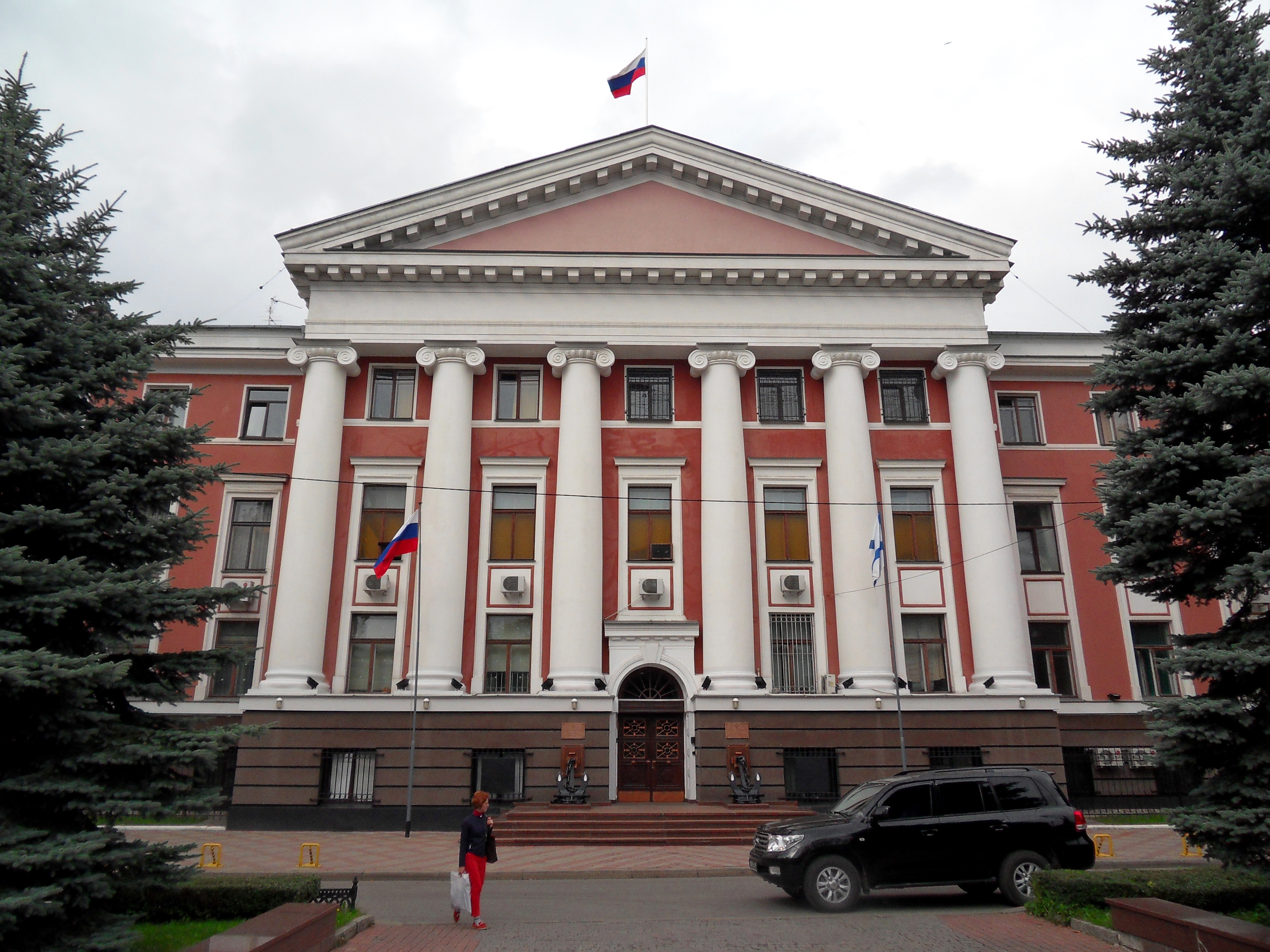
Oberpostdirektion
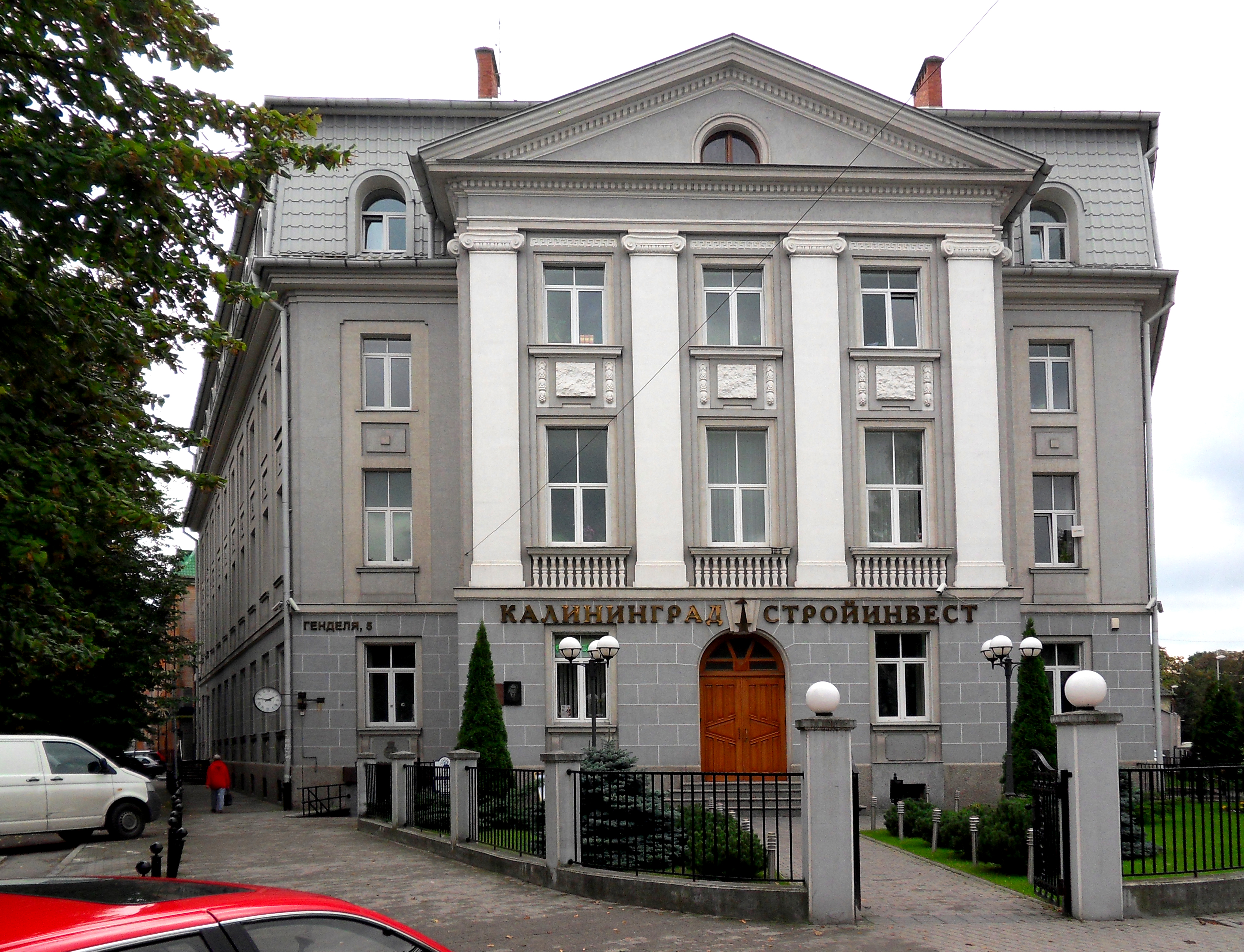
Händelstraße 5
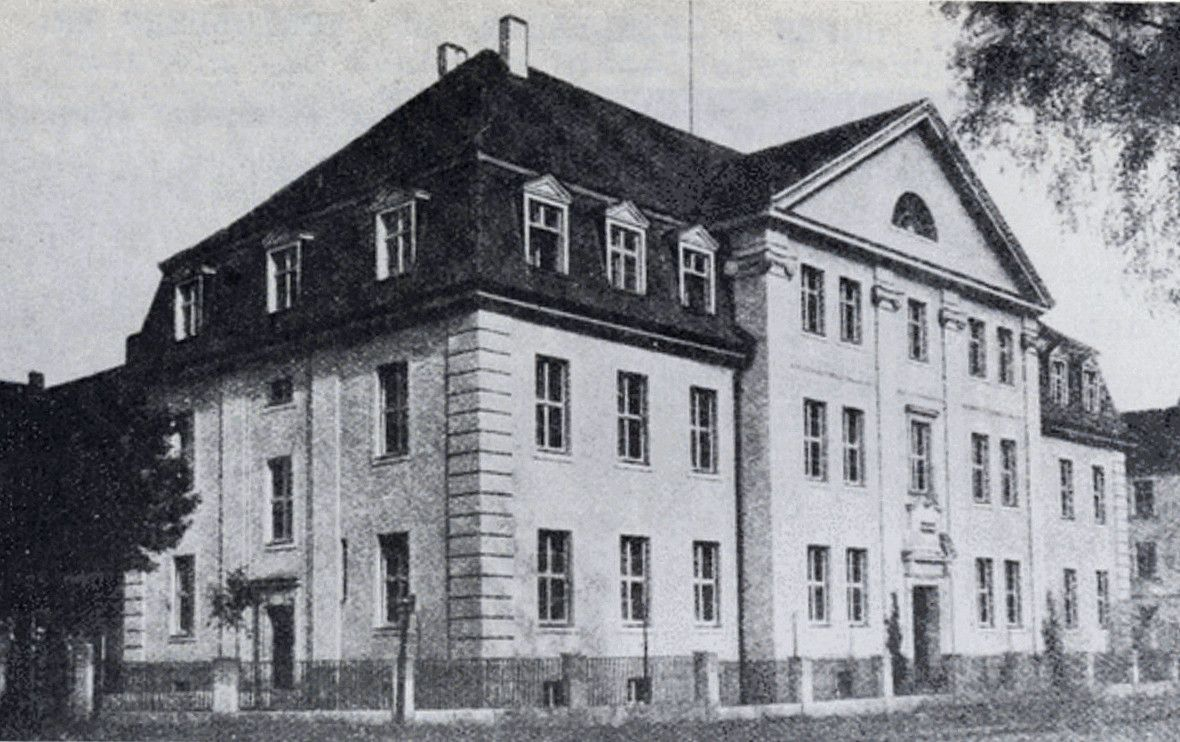
Eichamt
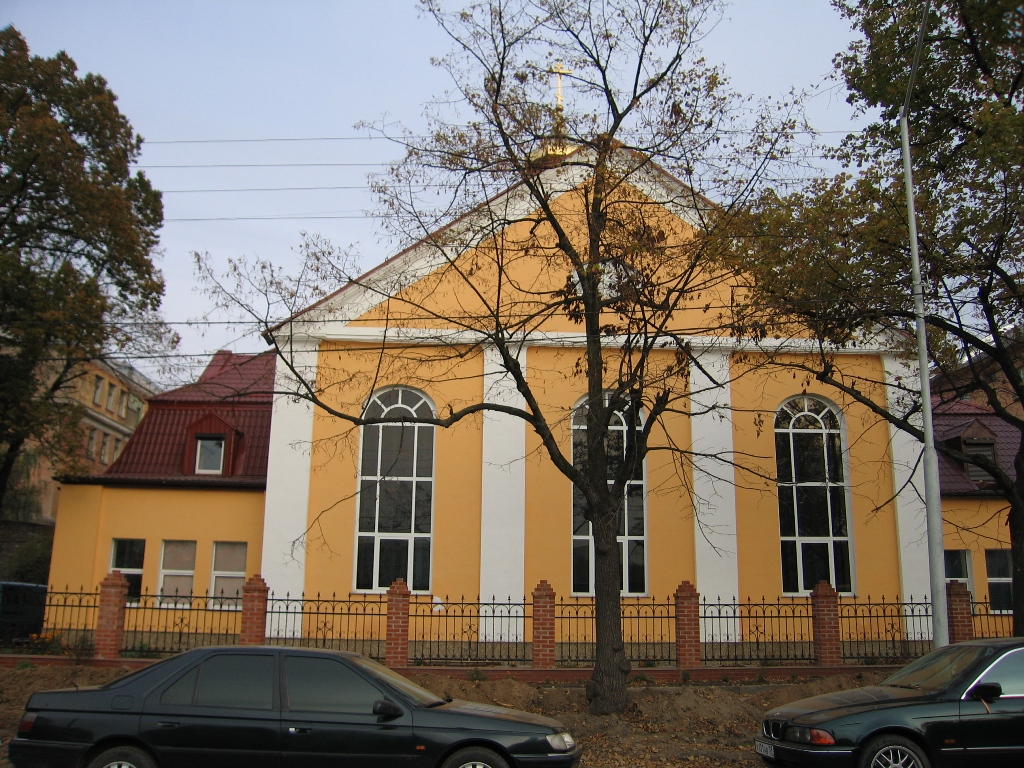
Tragheimer Gemeindehaus
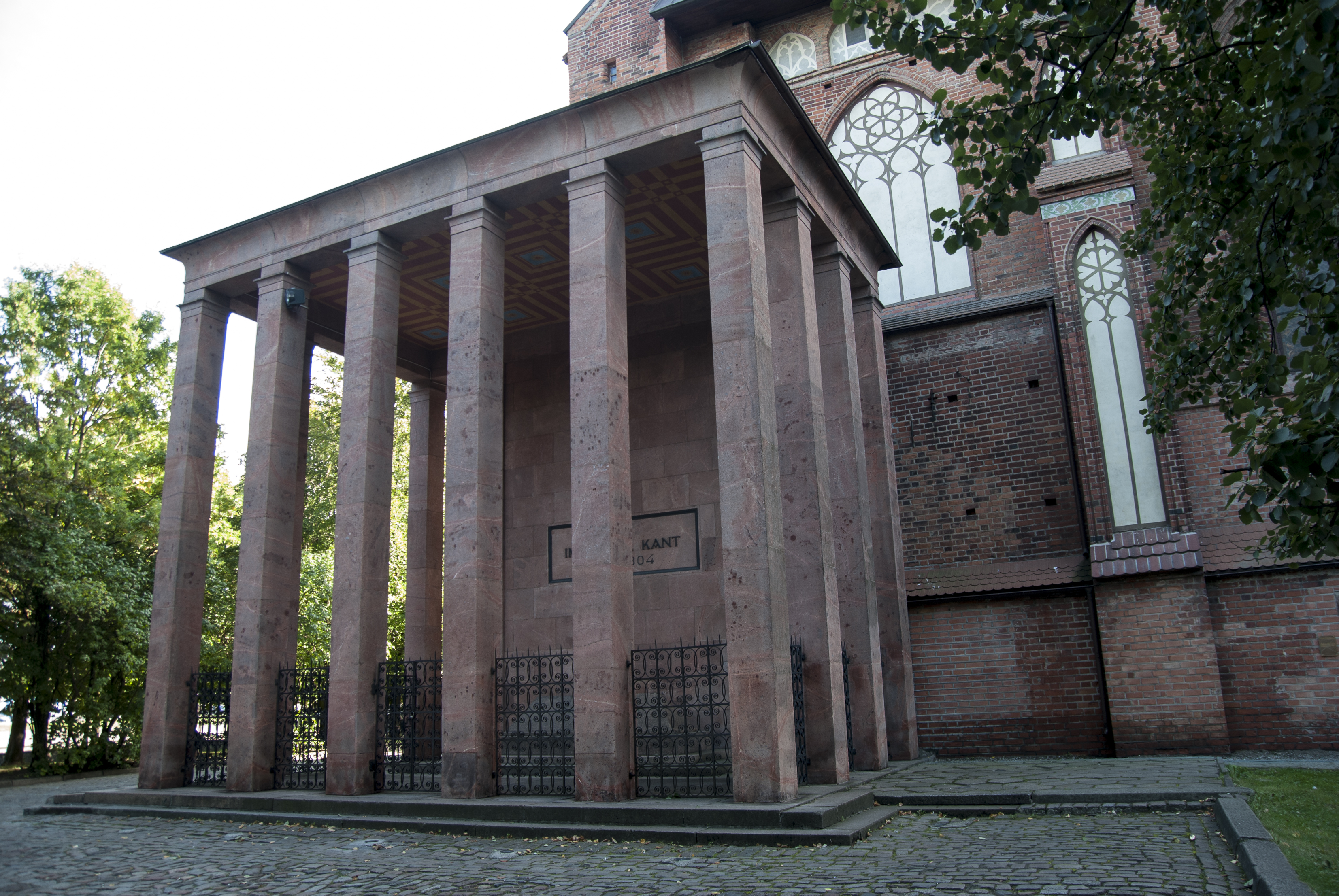
Kant-Kenotaph
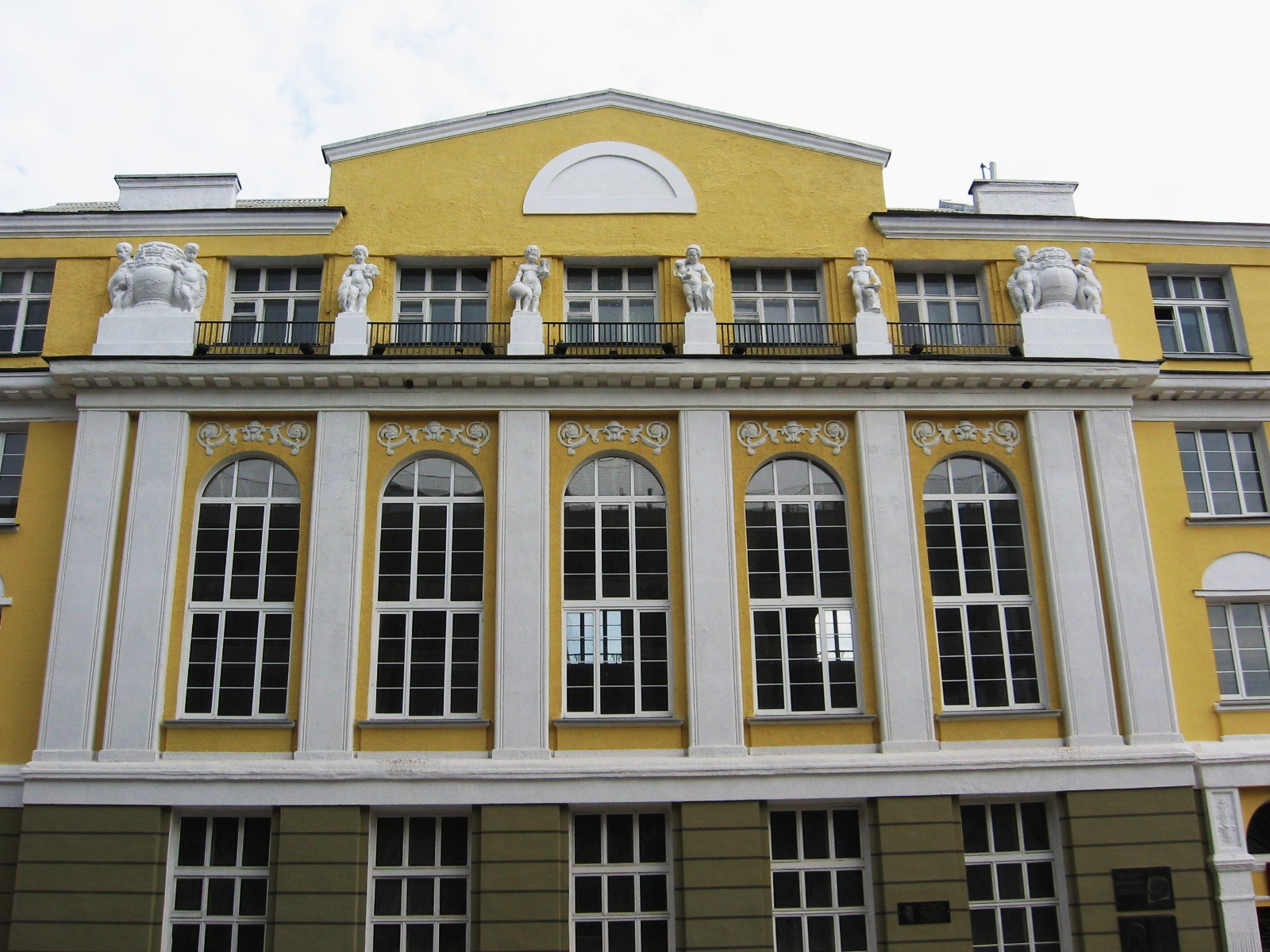
Hindenburg-Oberrealschule
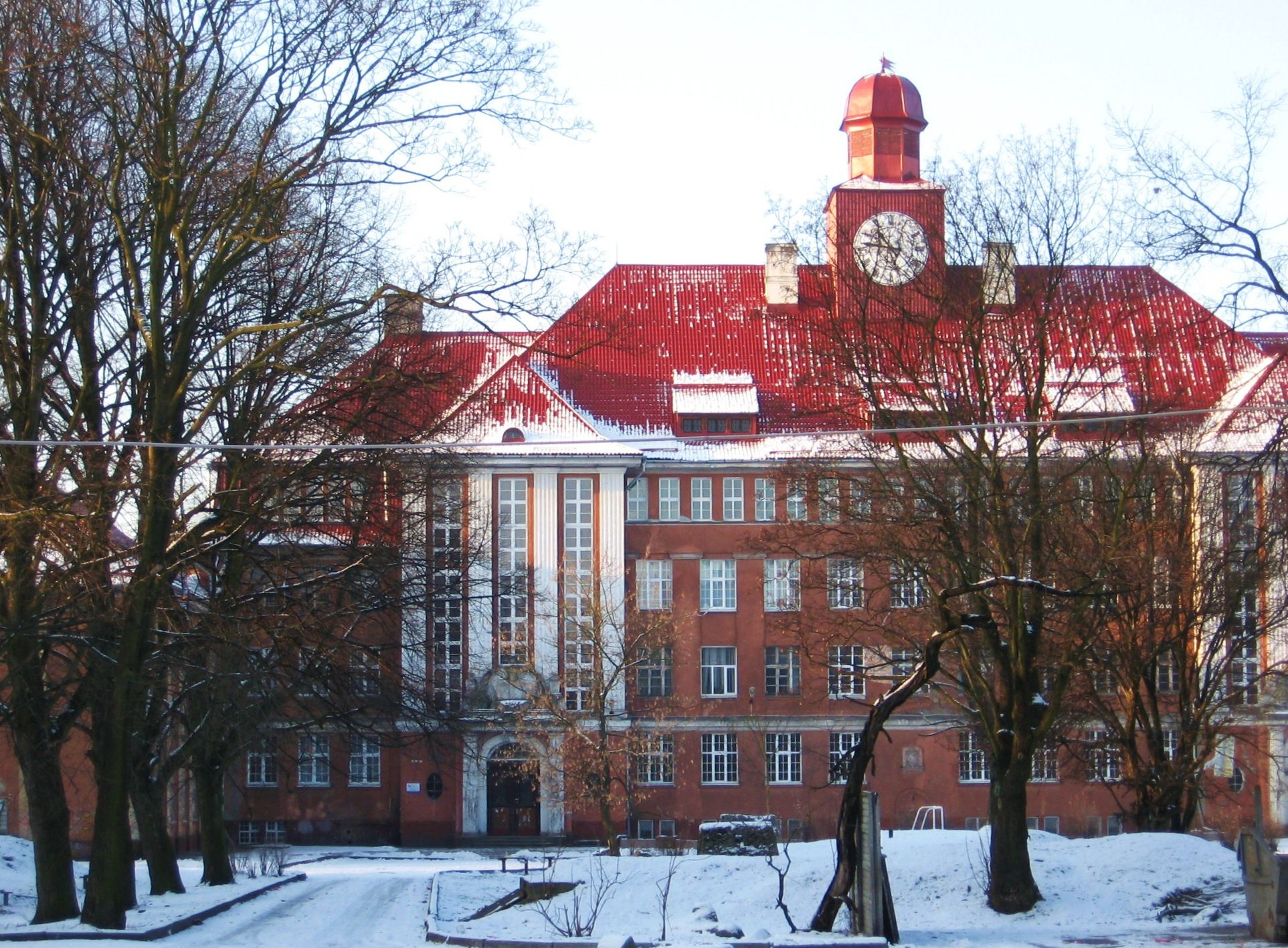
Kraus- und Hippelschule

## Reformarchitektur
Das ehemalige Restaurant und Gesellschaftshaus im Königsberger Tiergarten, Hufenallee 30–36, heute Prospekt Mira (Friedensallee), wurde 1911 nach Entwürfen von Otto Walter Kuckuck erbaut. Das Gebäude diente in der Nachkriegszeit als Elefantenhaus. Das Gebäude wurde restauriert und beherbergt heute die Zooverwaltung.
Die Stadthalle, Vorderroßgarten 49, heute ul. Klinitscheskaja 21, wurde 1911–1912 nach Entwürfen des Berliner Architekten Ludwig Richard Seel erbaut. Von Wadim Gennadjewitsch Jeremejew rekonstruiert, beheimatet das Gebäude heute ein Museum.
Die Villa Luisenallee 31/31a, heute ul. Komsomolskaya 31, entstand 1905–1908.
Das Wohnhaus Luisenallee 47, heute ul. Komsomolskaja 47, wurde um 1905 erbaut. Das Gebäude steht unter Denkmalschutz.
Das Wohnhaus Luisenallee 84–88, heute ul. Komsomolskaya 84–88, wurde vermutlich Anfang des 20. Jahrhunderts erbaut und steht unter Denkmalschutz.
Das Jugendstil-Wohnhaus Repin-Straße 6 steht unter Denkmalschutz.
Die evangelische Kreuzkirche wurde 1930–1933 nach Entwürfen von Arthur Kickton erbaut. Der Sakralbau verfügt über eine monumentale Nische zwischen den Zwillingstürmen, die mit einem Kreuz aus Cadiner Majolika auf farbigem Hintergrund verblendet ist. Das Gebäude ist ein Beispiel für die sogenannte Neue Monumentalität, einen Rückgriff traditionalistischer Architekten auf den Monumentalstil um 1900, der seit der zweiten Hälfte der 1920er Jahre gepflegt wurde.
Die Wohnhäuser „Königseck“, Königsstraße 73–75, heute ul. Frunse 53–57, wurden 1900–1905 erbaut.
Die nach Johann George Scheffner benannte Scheffnerschule, Wiebestraße 81 und Arndtstraße 16–18, wurde 1909–1910 nach Entwürfen von Magistratsbaurat Friedrich Carl Papendieck im Stil der Reformarchitektur erbaut.

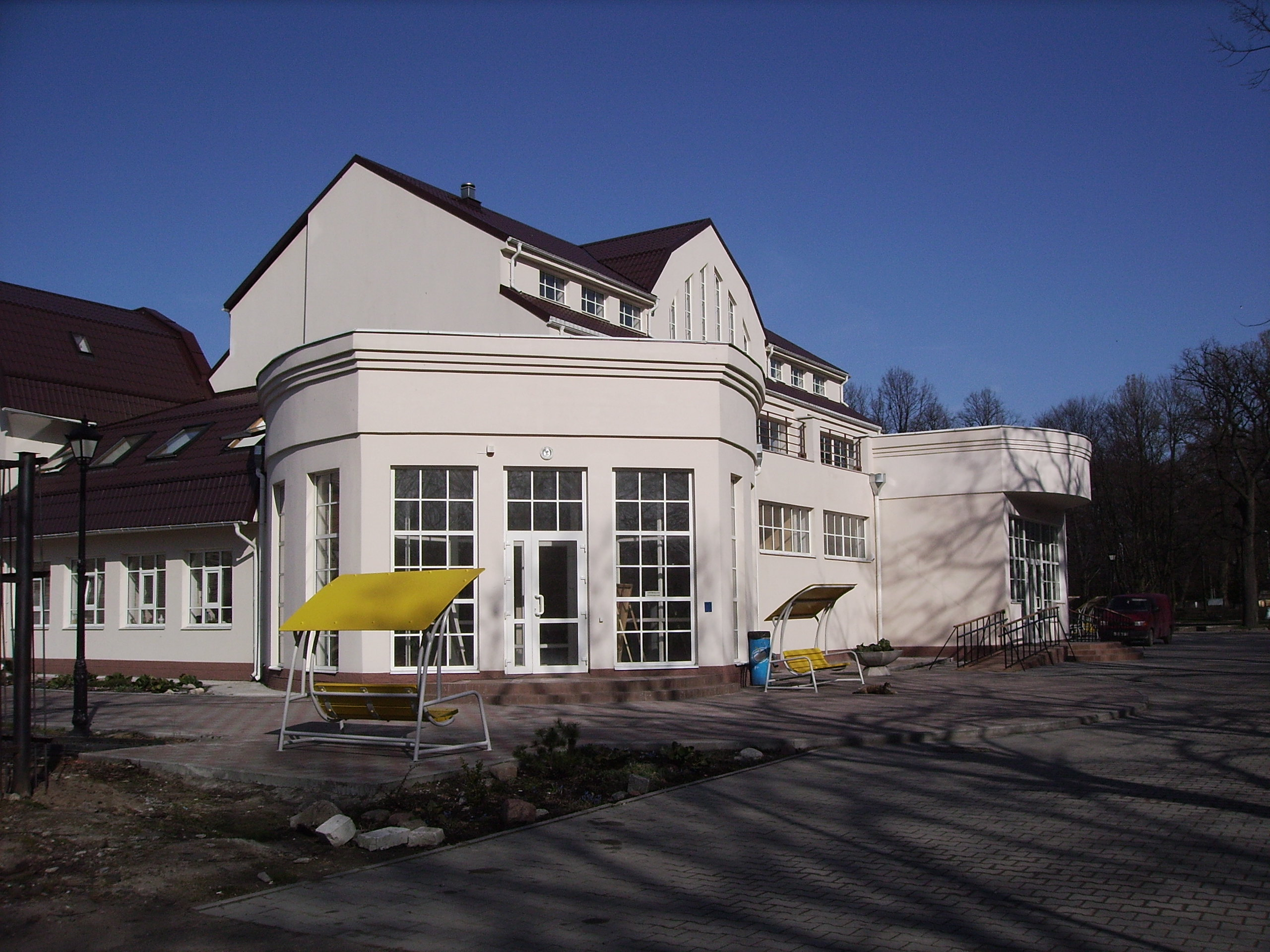
Gesellschaftshaus im Tiergarten
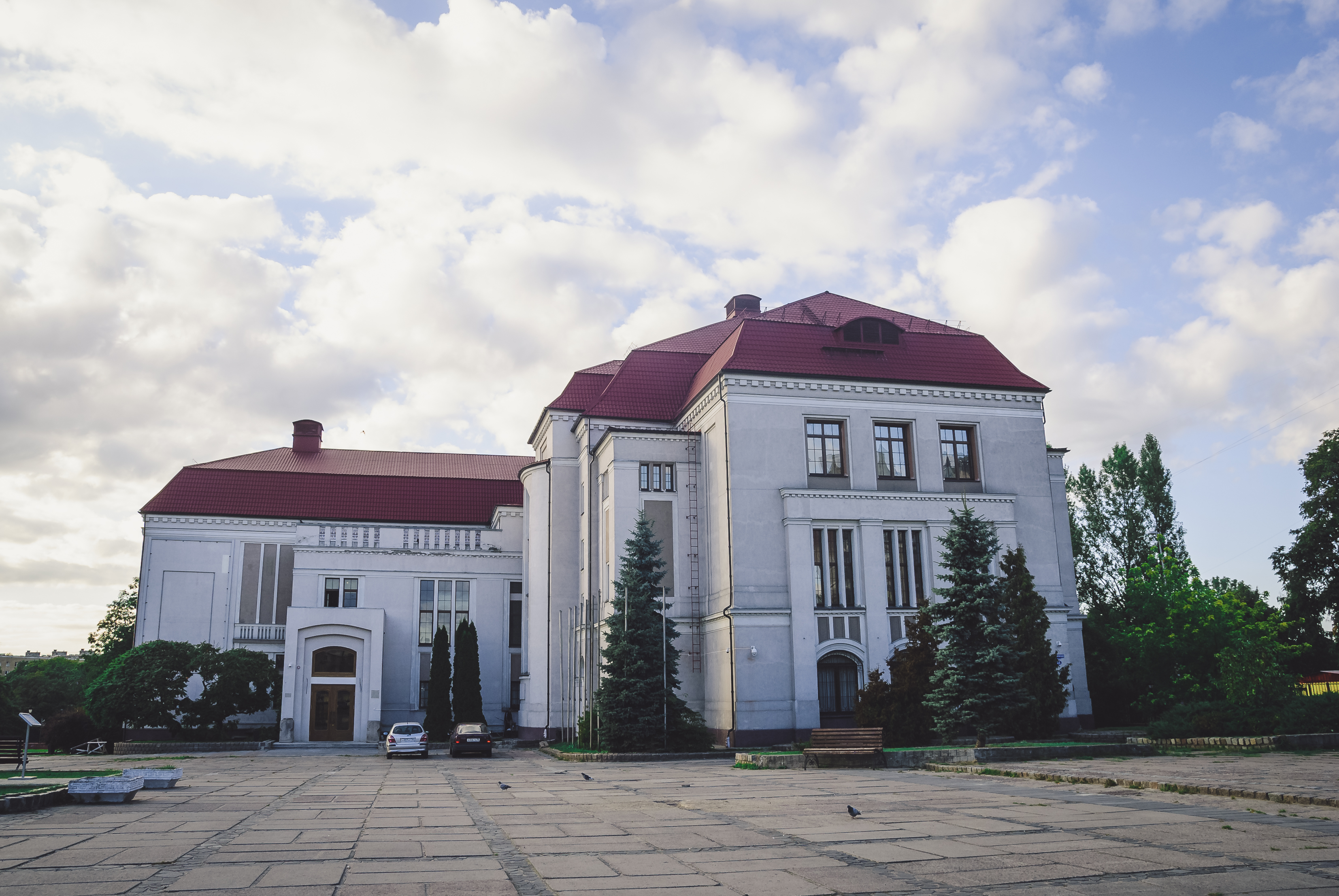
Stadthalle
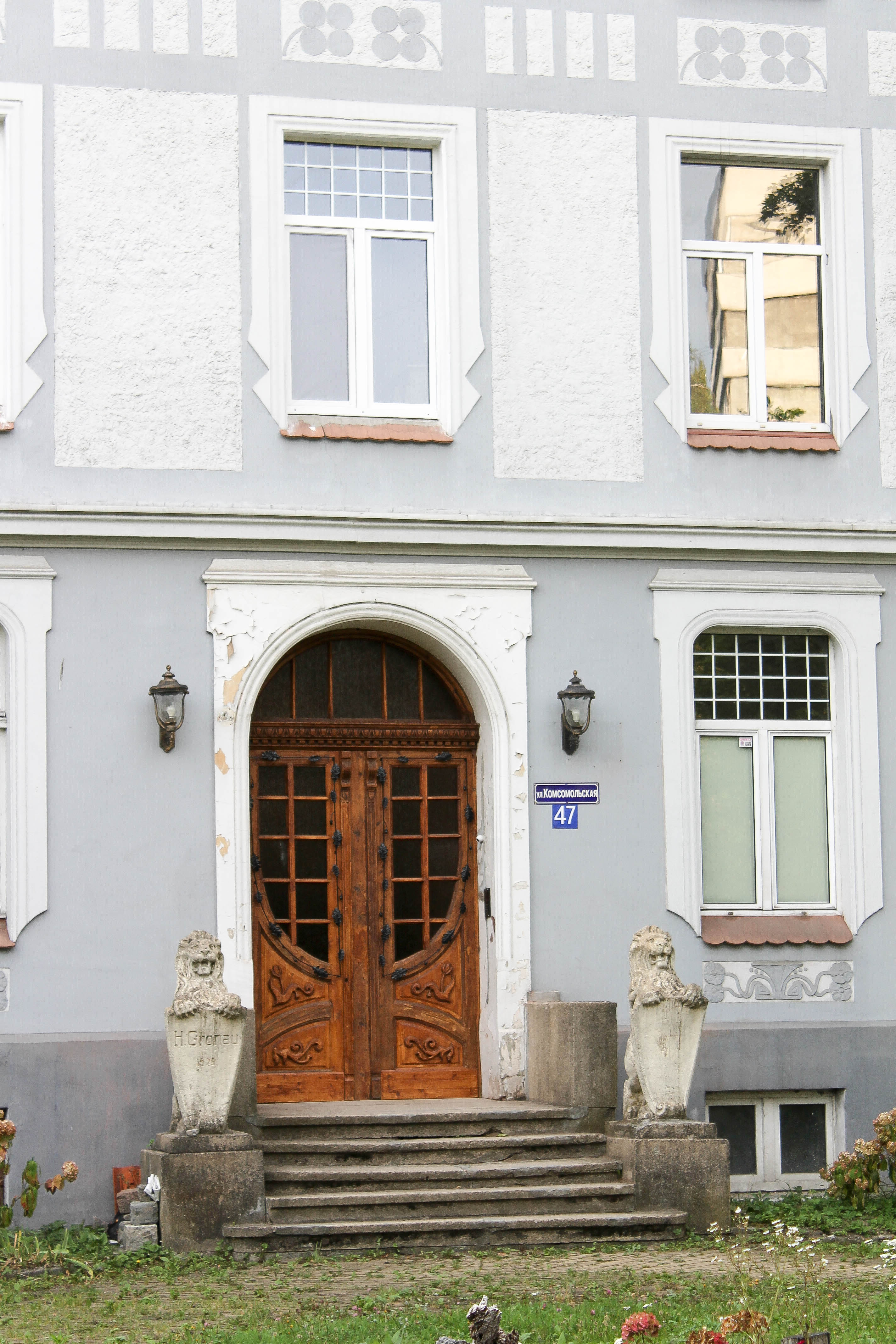
Luisenallee 47
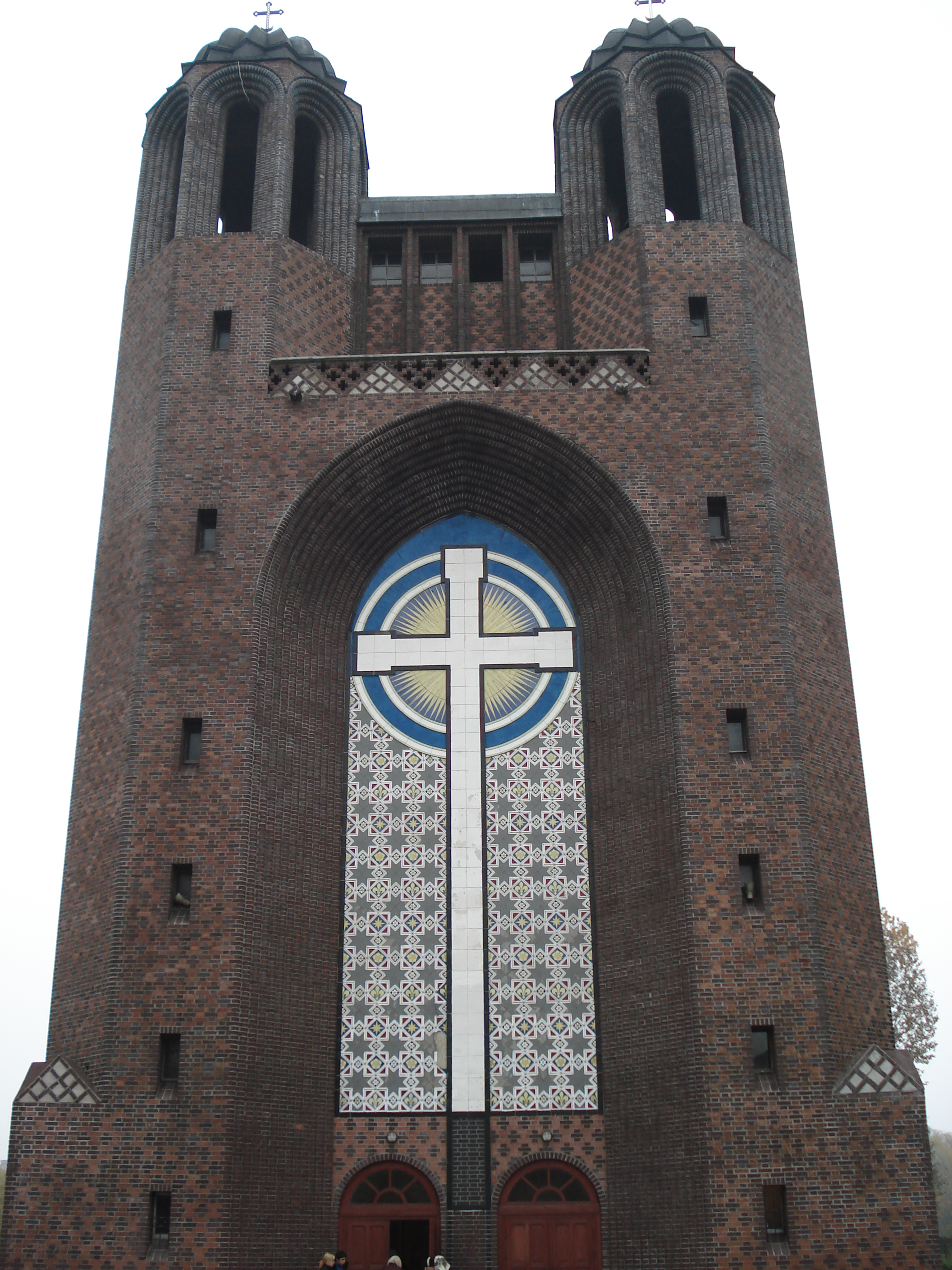
Kreuzkirche
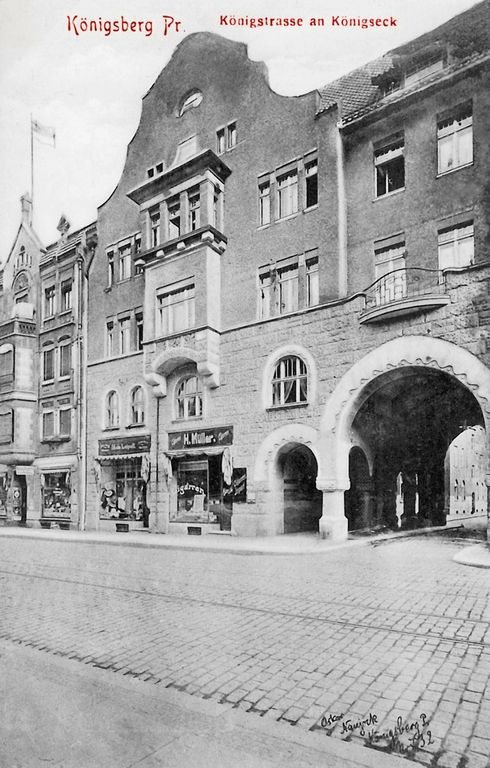
Königseck mit Jugendstil-Portaldekoration
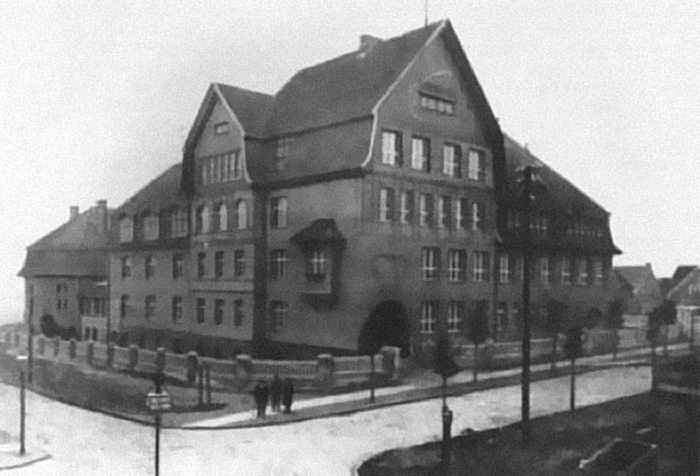
Scheffnerschule